# Biserica de lemn din Drăghești

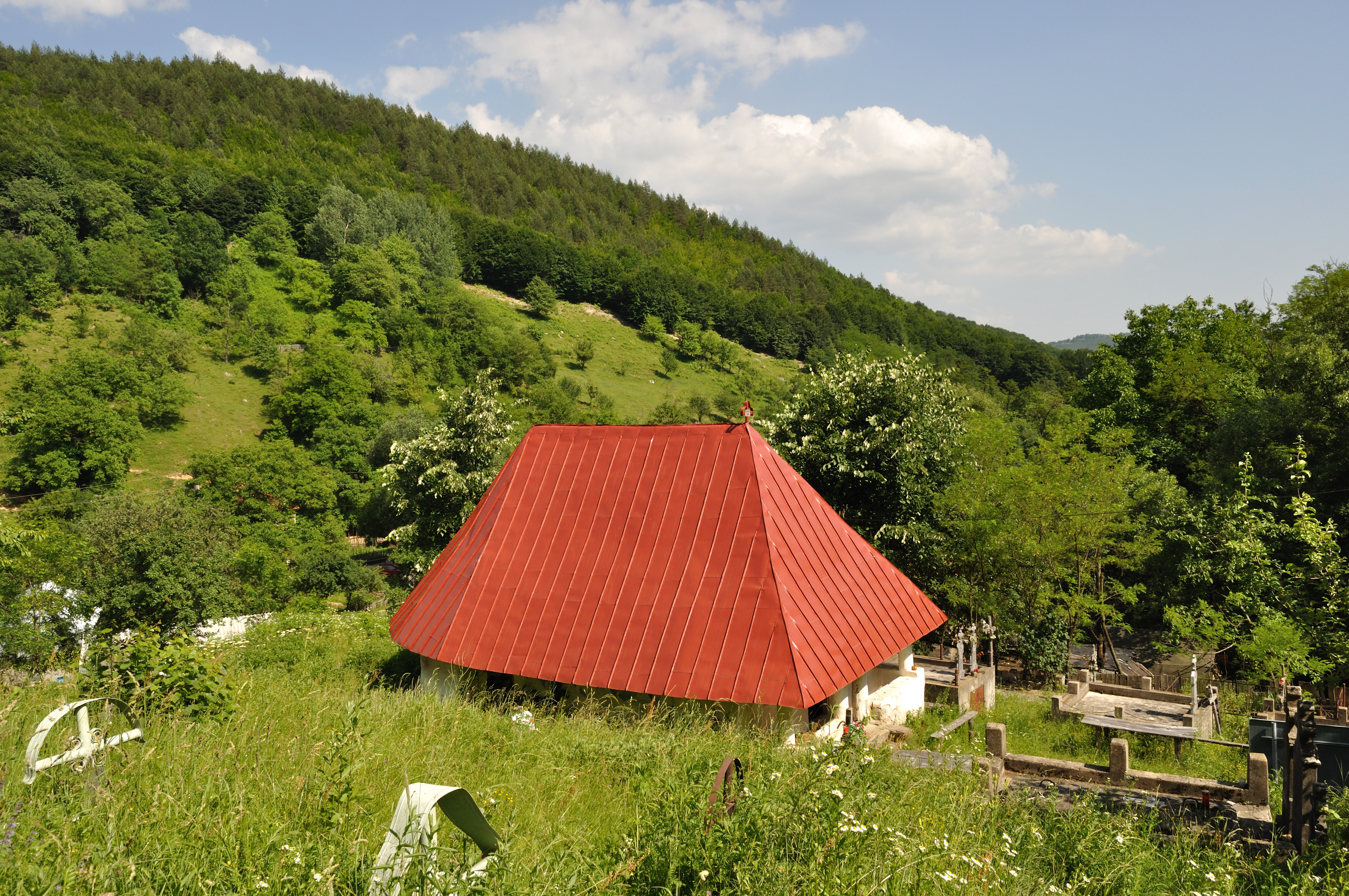
Biserica de lemn „Sfântul Nicolae” din Drăghești, județul Mehedinți, foto: iunie 2010.

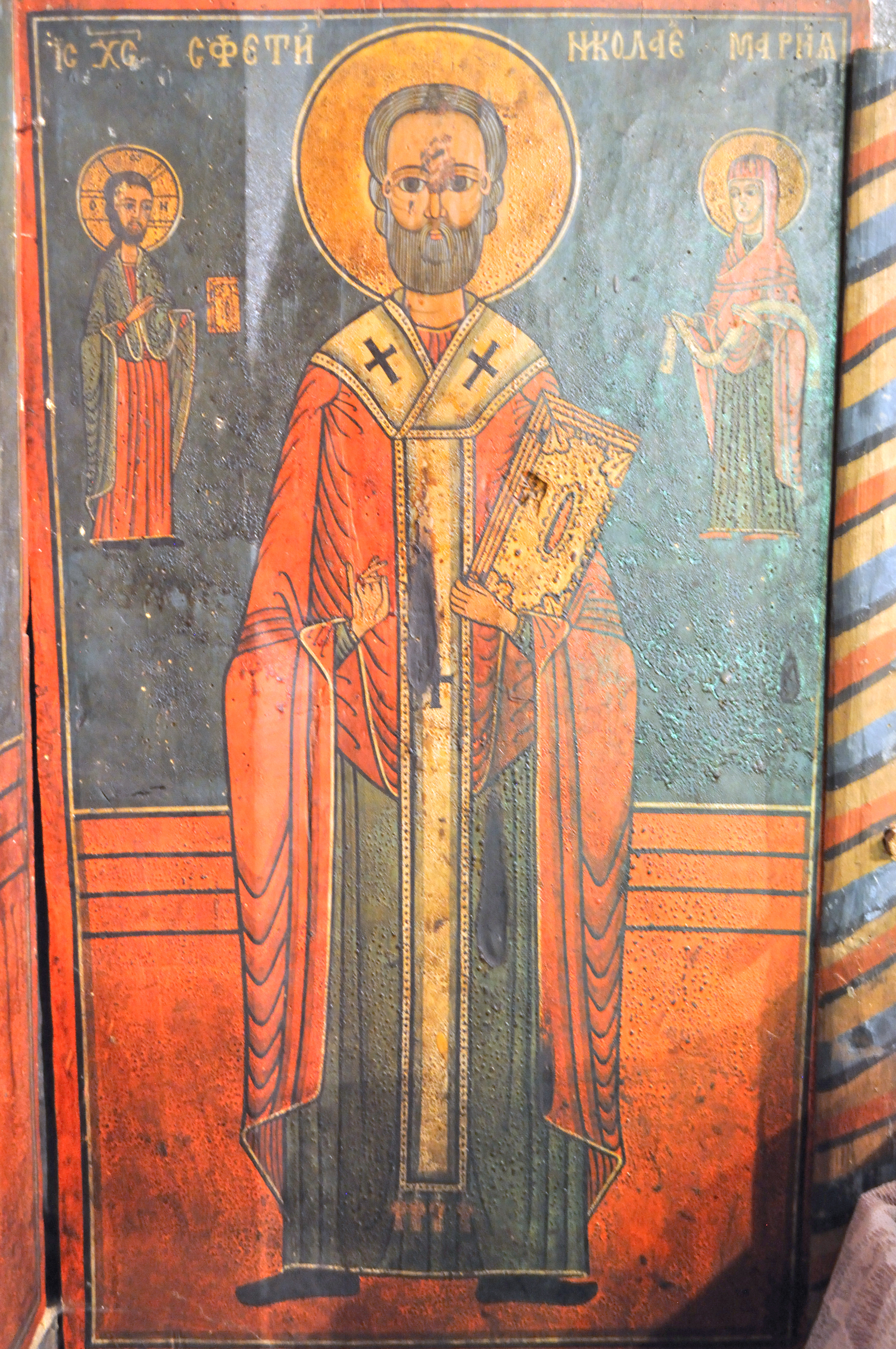
Icoana de hram „Sfântul Nicolae”

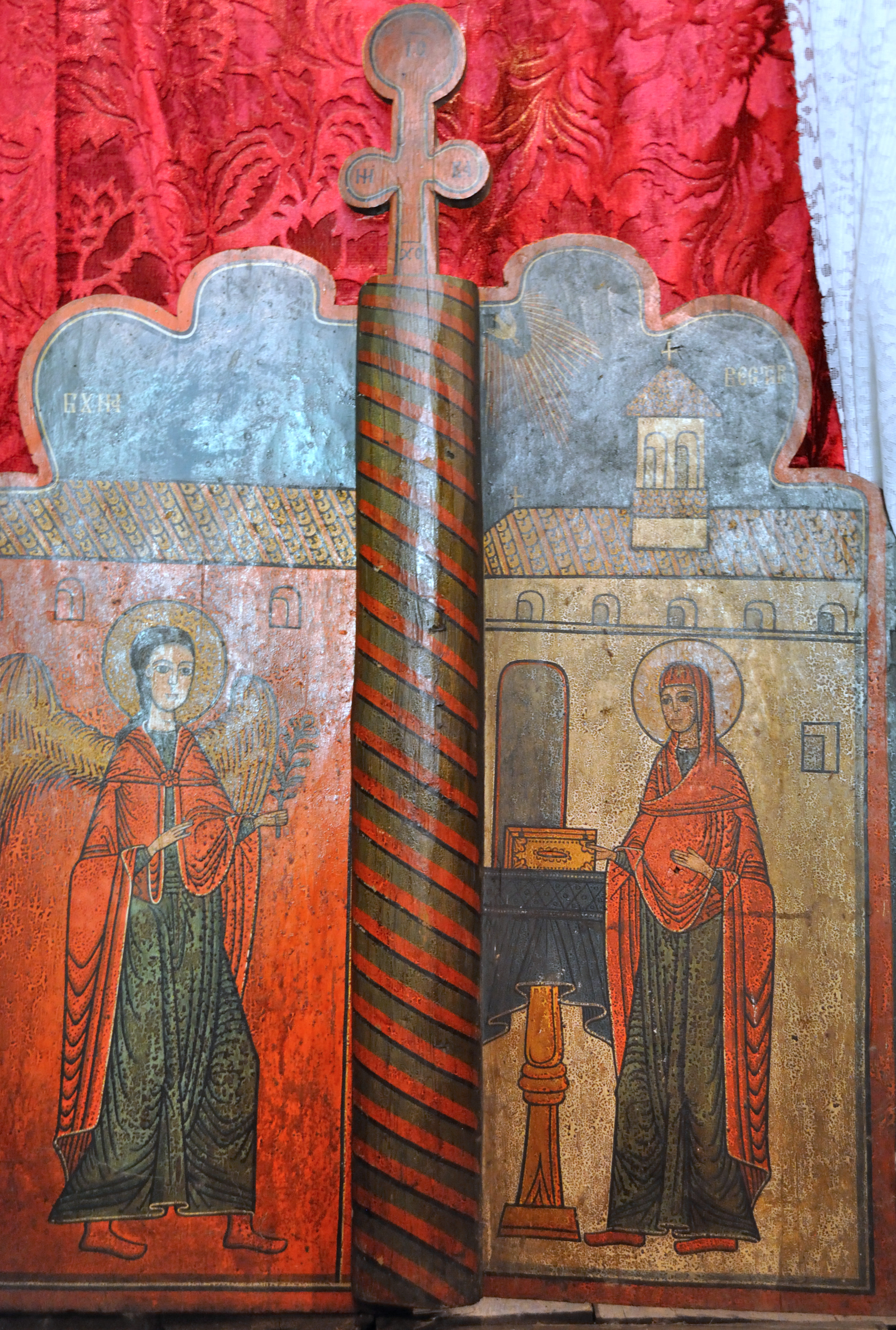
Uşile împărăteşti „Buna Vestire”

Biserica de lemn din Drăghești, comuna Isverna, județul Mehedinți, a fost construită în 1833 . Are hramul „Sfântul Nicolae”. Biserica se află pe noua listă a monumentelor istorice sub codul LMI:  MH-II-m-B-10320.

## Istoric și trăsături
Biserica de lemn, de tip navă, a fost ridicată în 1833 de Mihai Gogan și Anghel Vadreri. Pridvorul este mic, sprijinit pe stâlpi de lemn. Icoanele sunt pictate de Mihai, fiul lui Ghiță Zugravul, după cum glăsuiește inscripția din pronaos: „Am zugrăvit cu Mihai sanu (fiu) popa Ghiță Zugravul Ploștinariu” 1833. Anul 1833 se regăsește și pe Deisis. 
La 1870 are loc o refacere amplă a bisericii la care participă toți locuitorii, conduși de aceleași familii care au ridicat biserica, contribuind și Gheorghe Curescu.
Dintr-o inscripție din altar aflăm că pictura altarului (1870) a fost plătită de Anghel Vrâncuța. Biserica este tencuită cu mortar de var și nisip în același an.

## Imagini din exterior

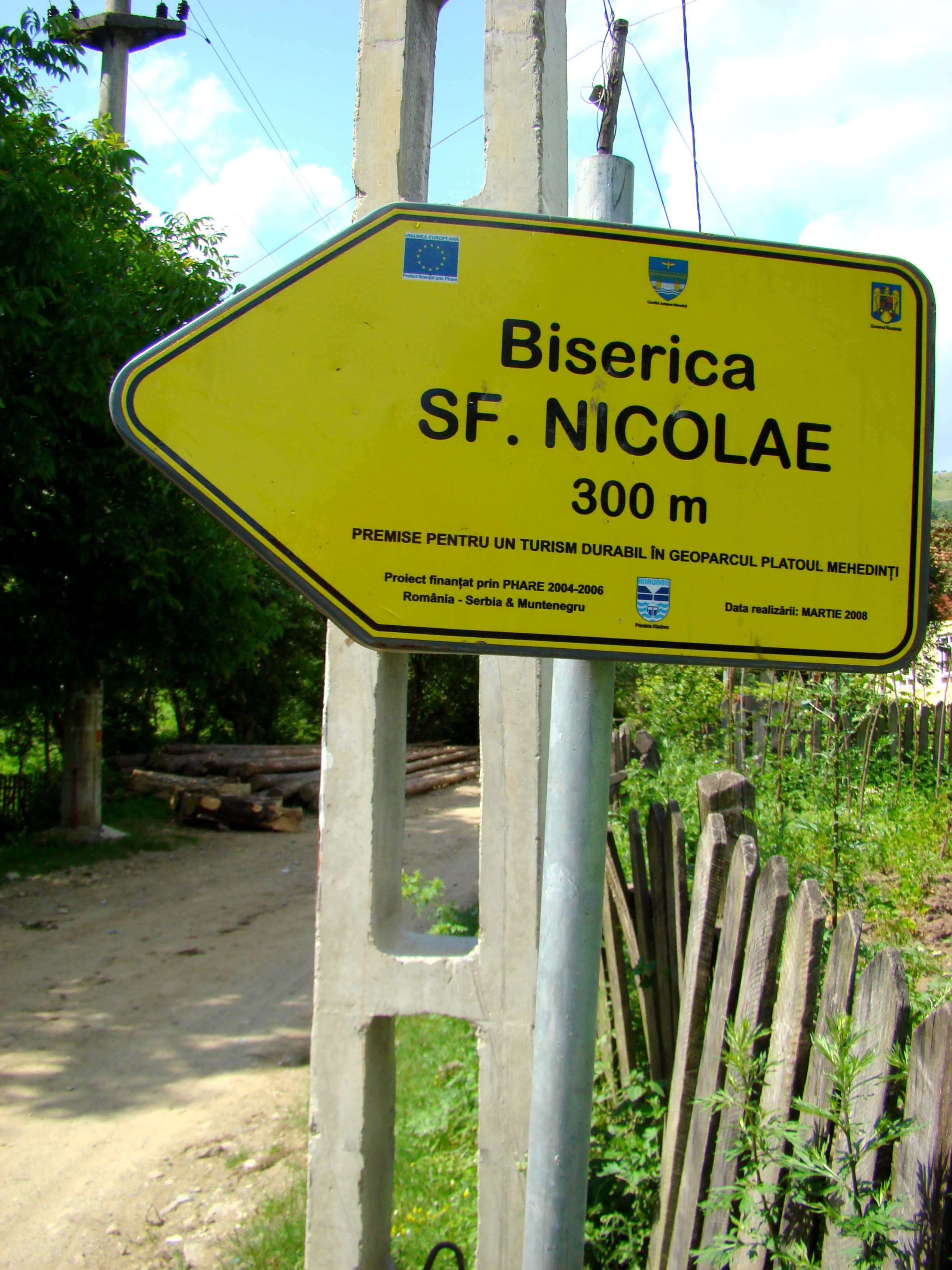
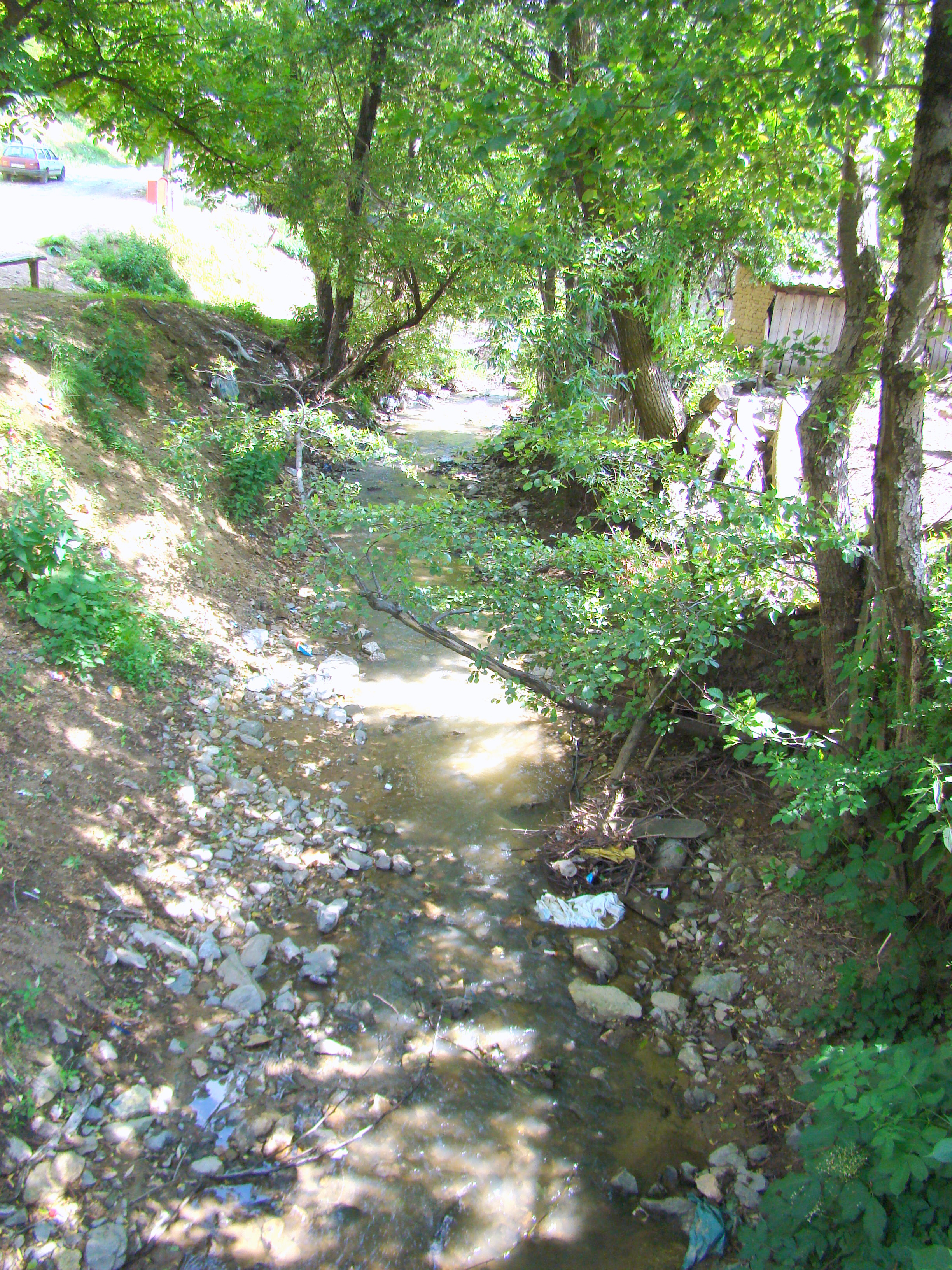
Drumul spre biserică
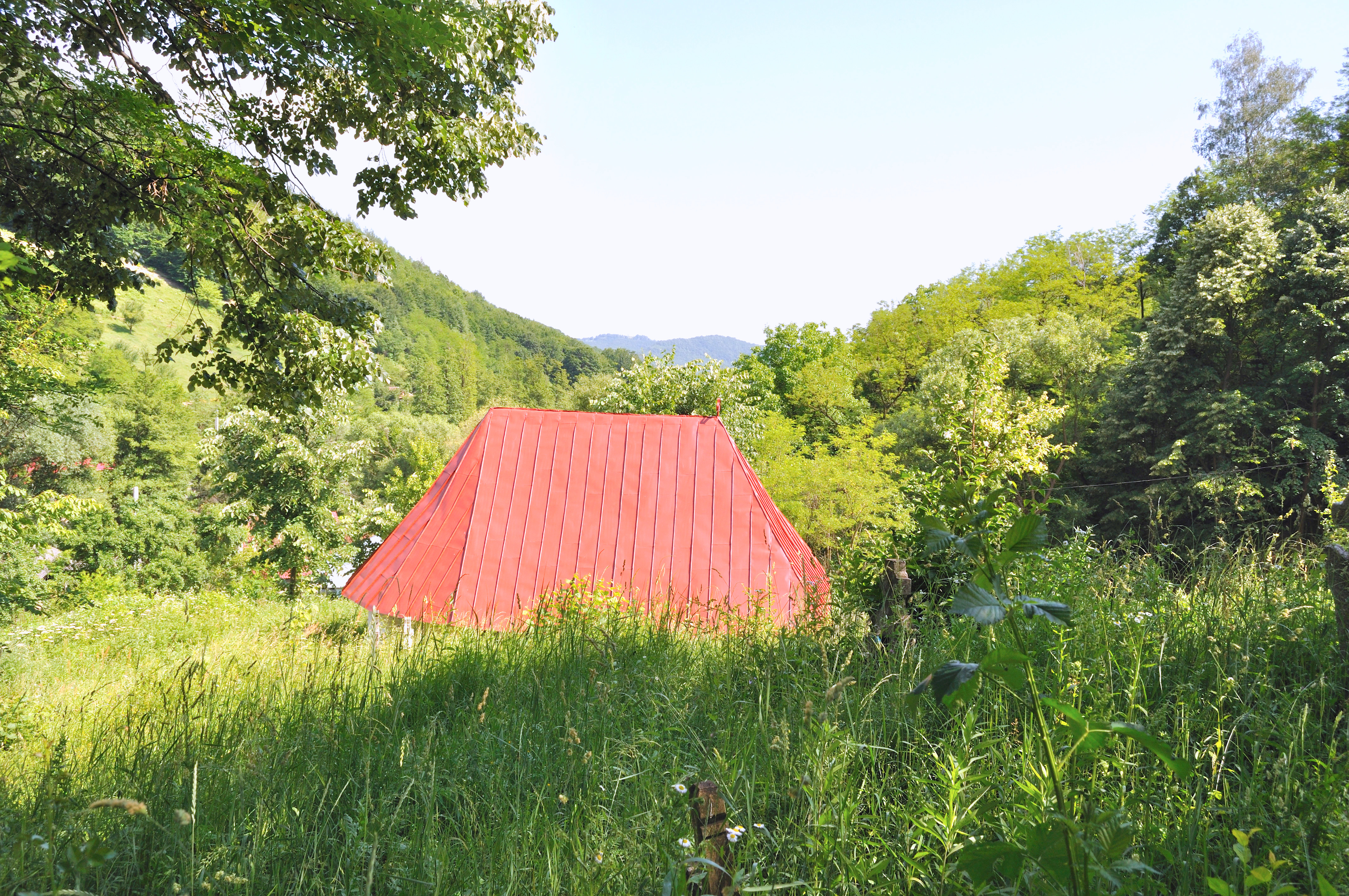
Biserica (nord)
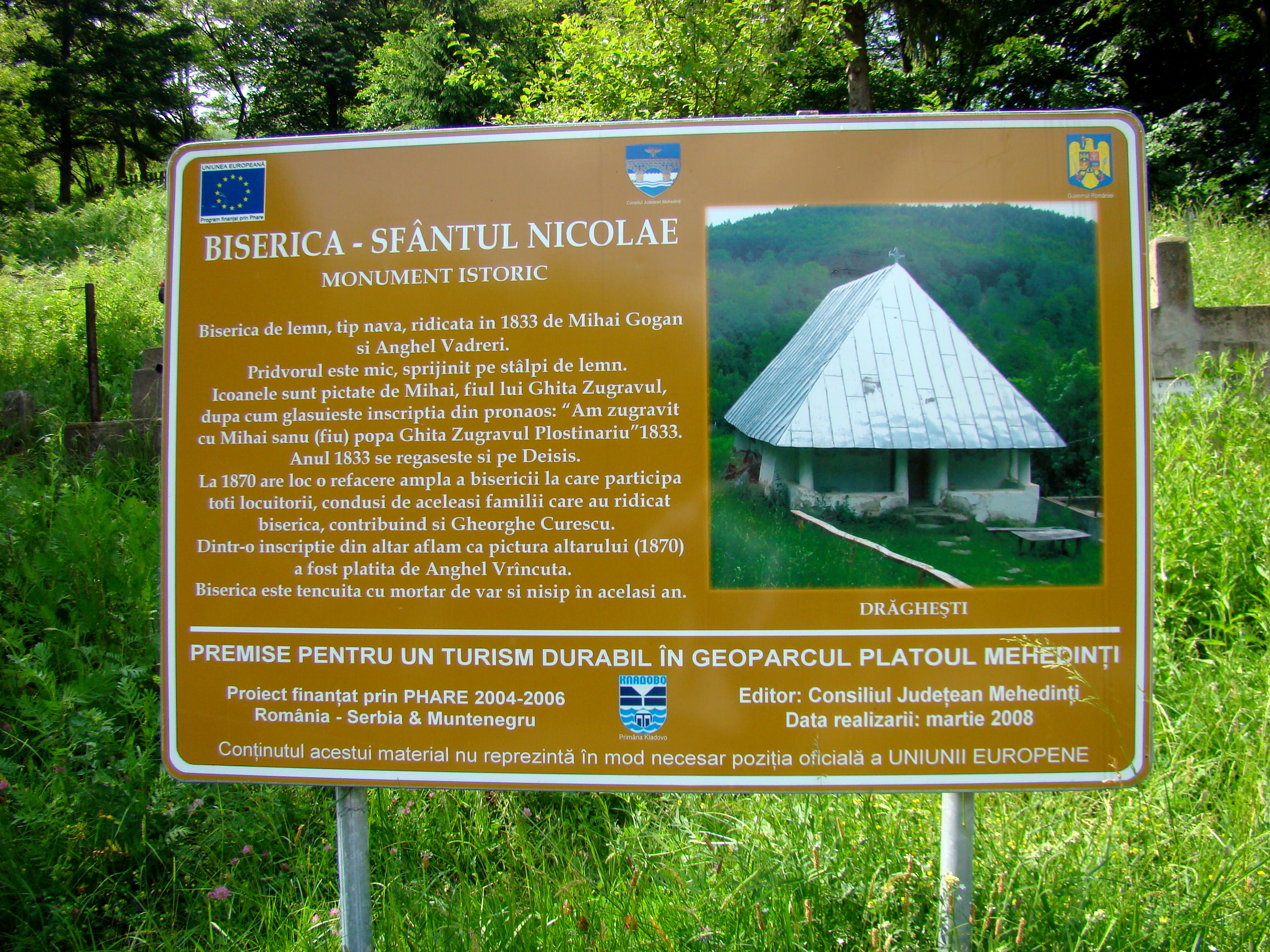
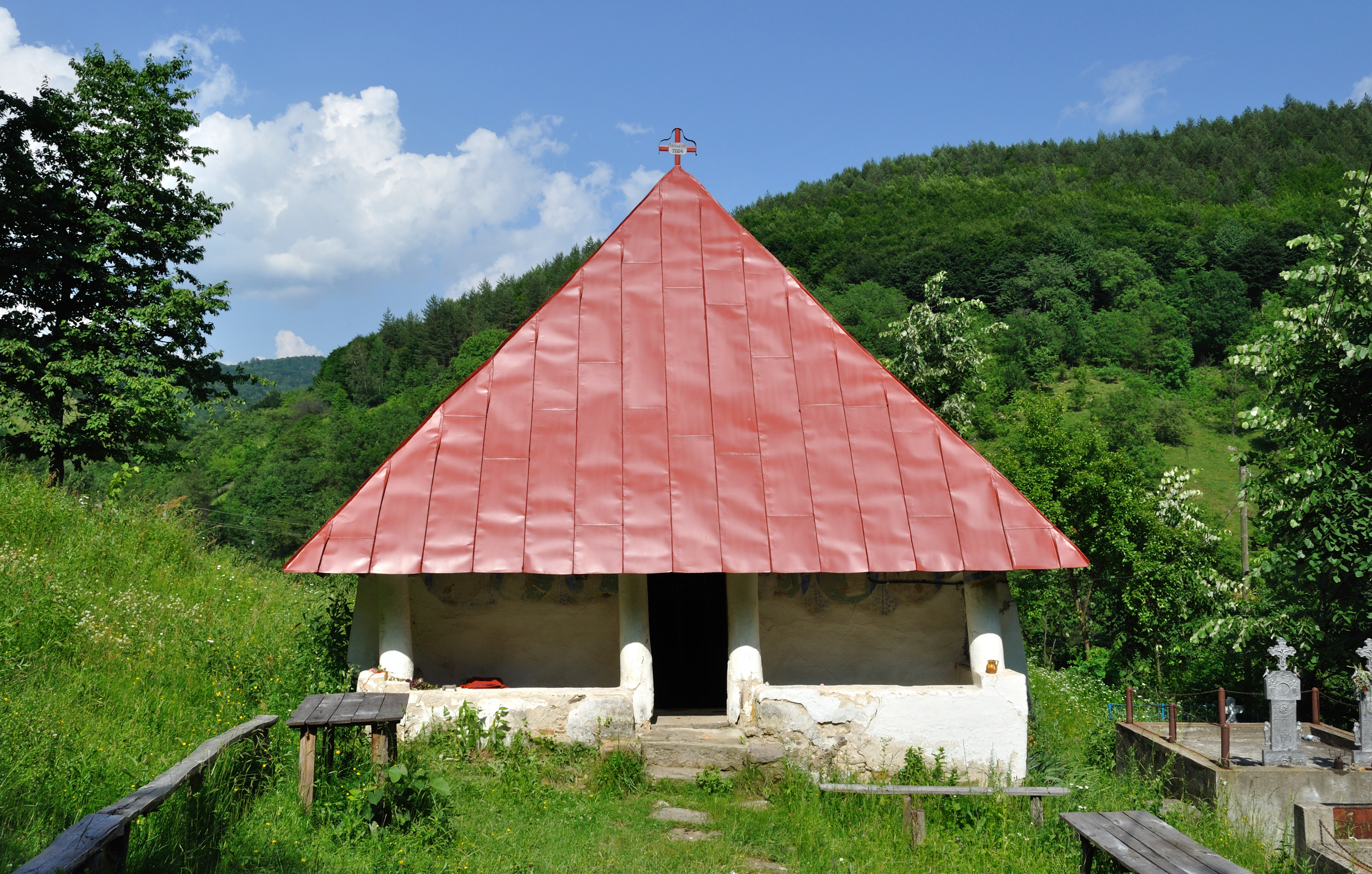
Biserica (vest)
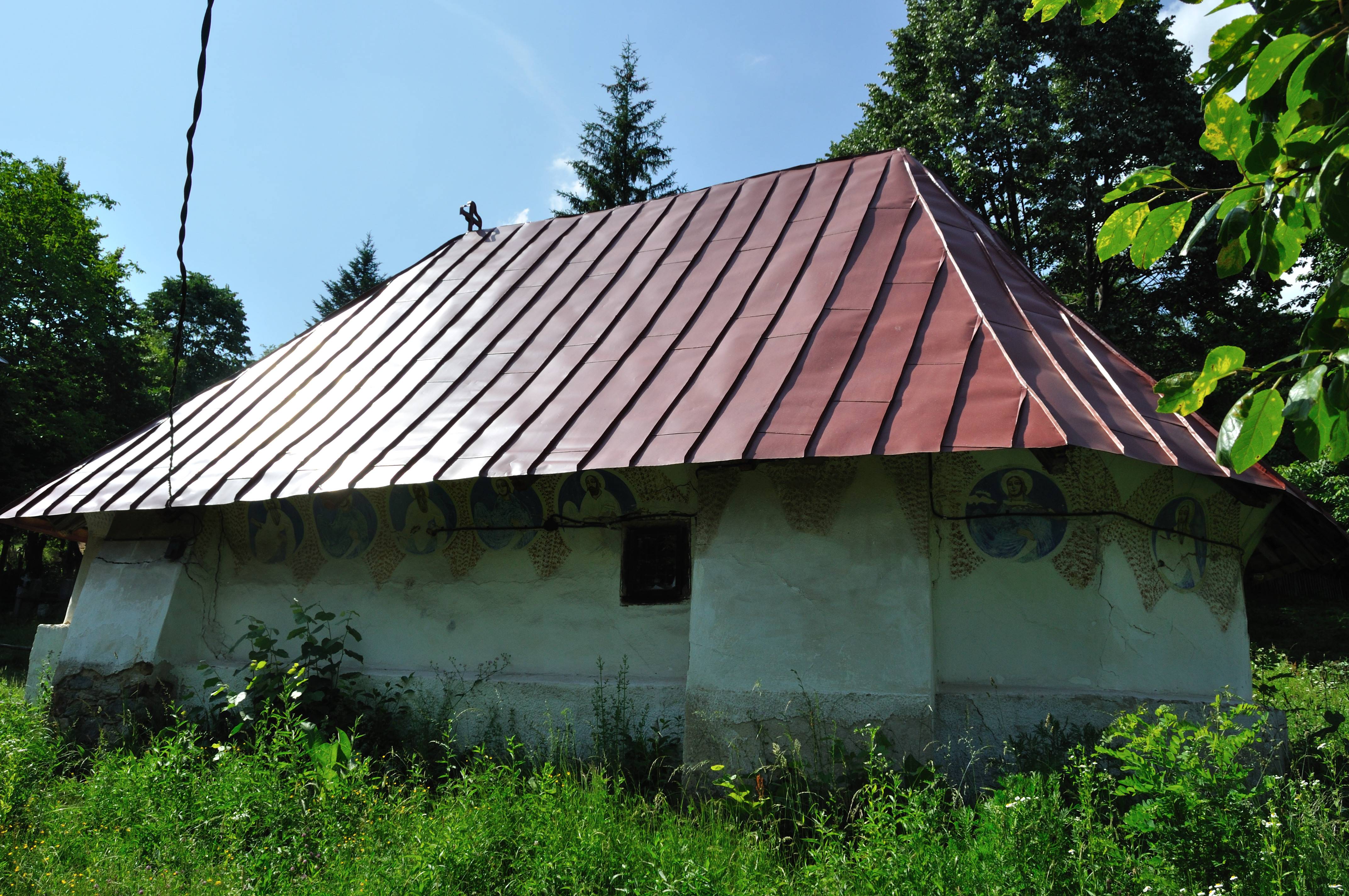
Biserica (sud-est)
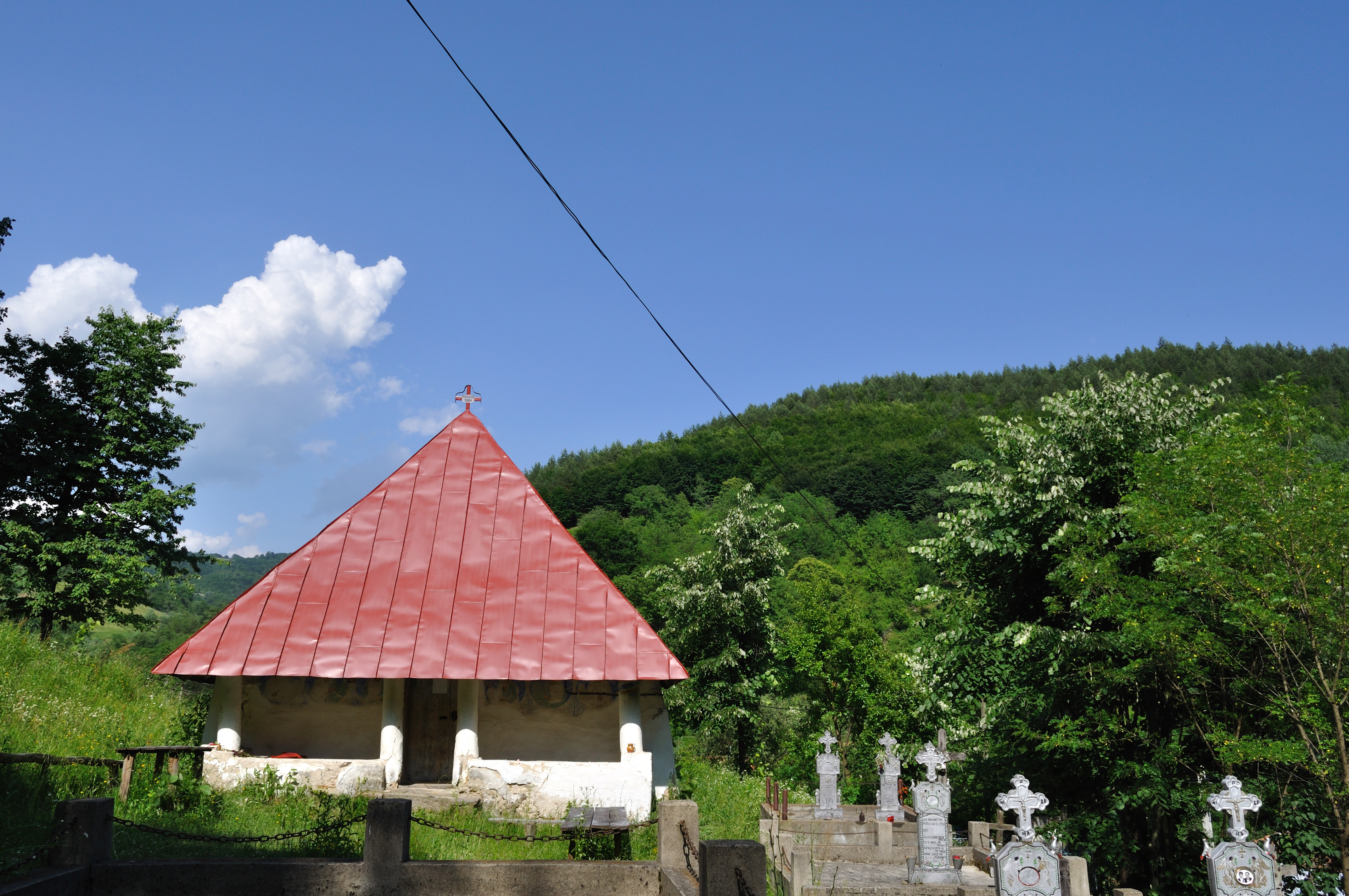
Biserica (vedere de ansamblu)
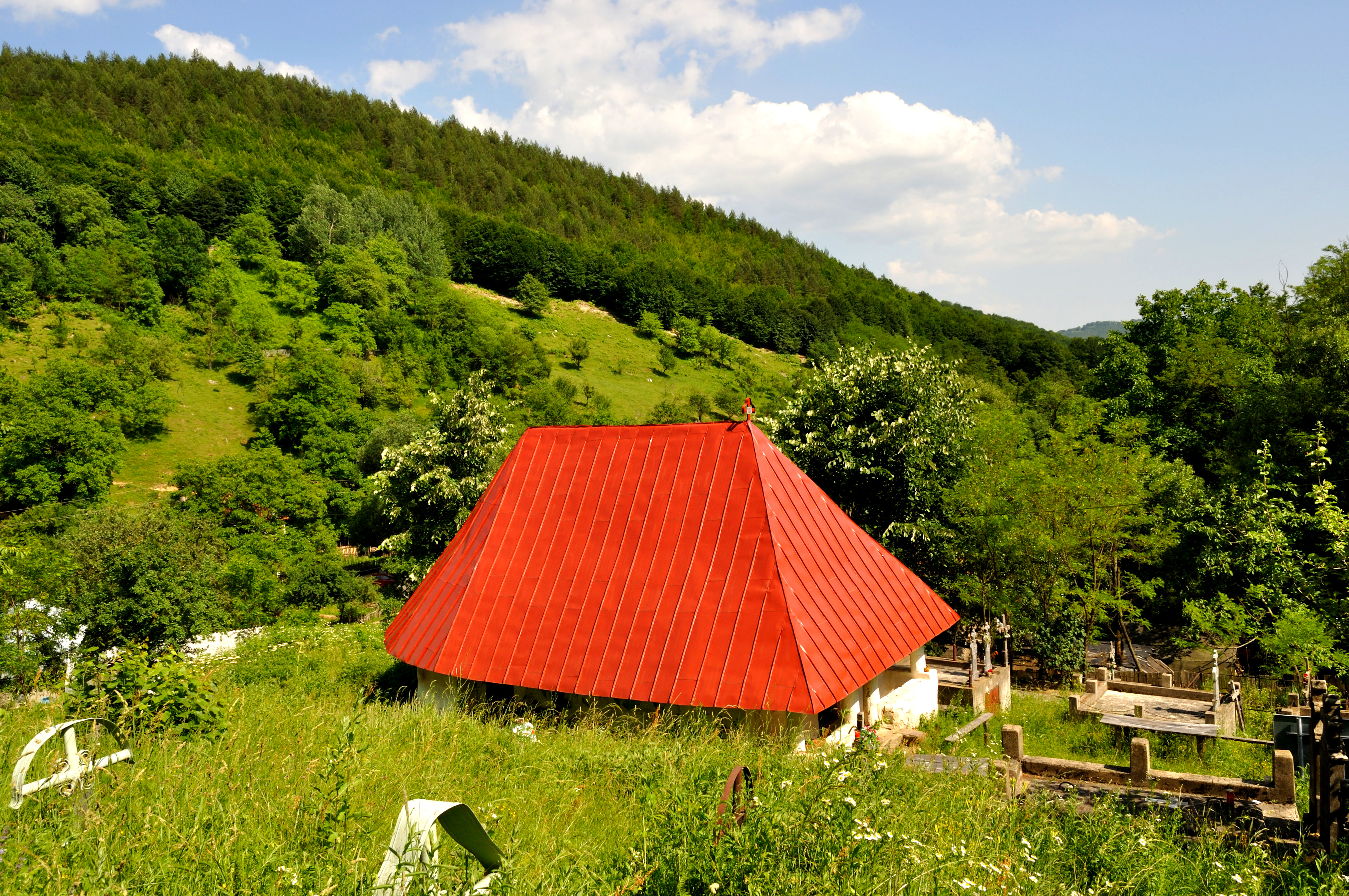
Biserica (vedere de ansamblu)
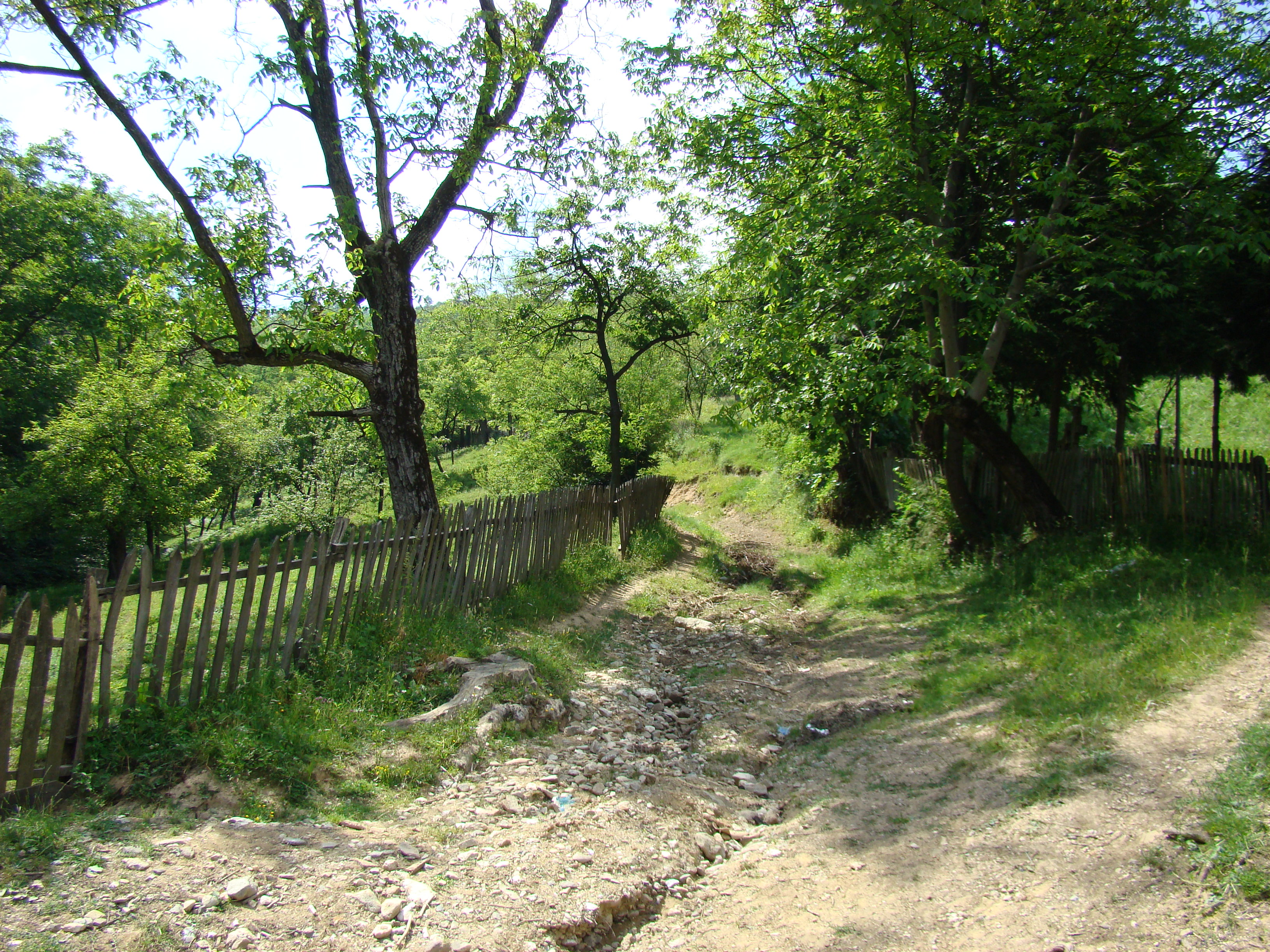
Drumul spre biserică

## Imagini din interior

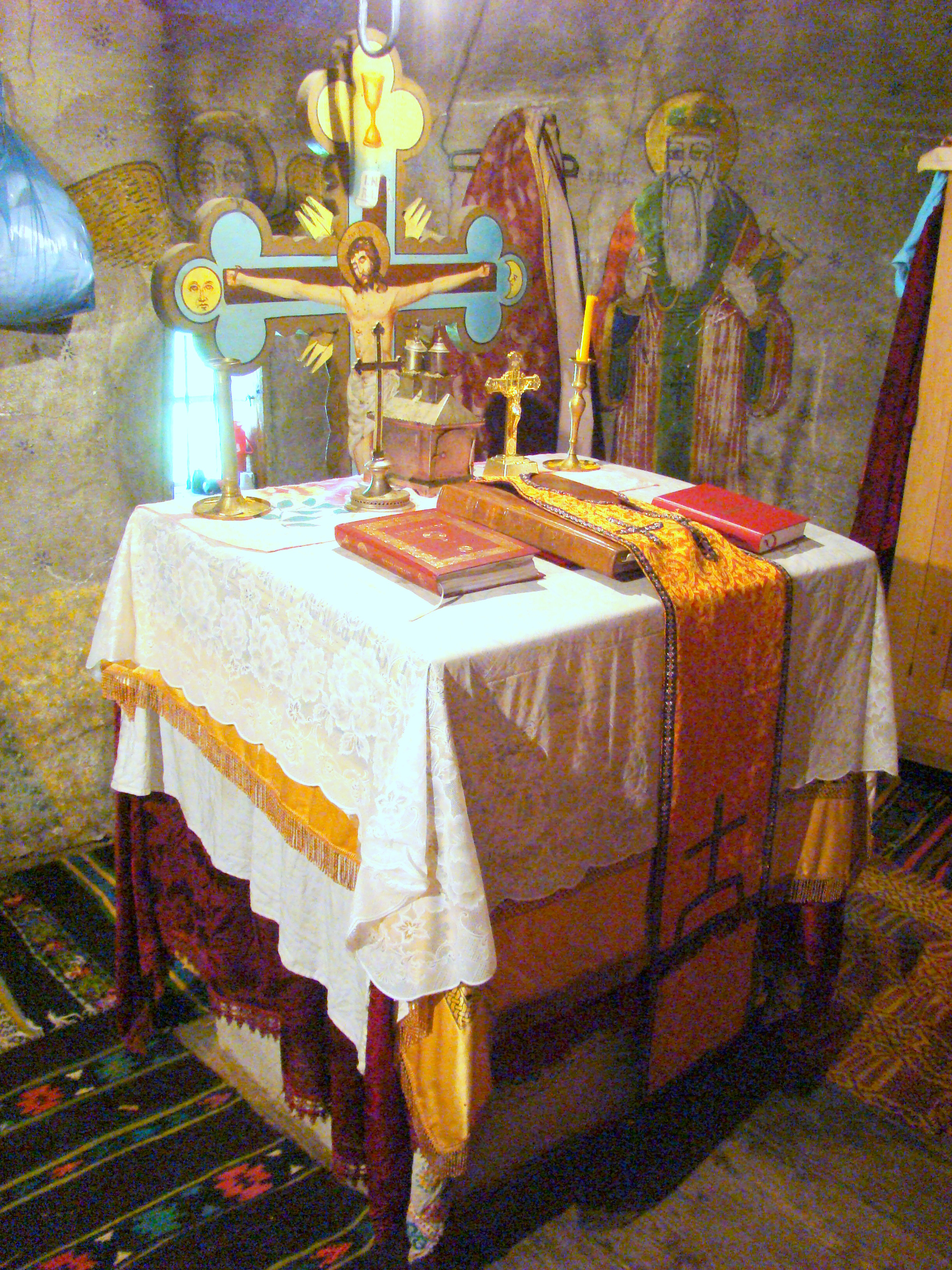
Masa altarului
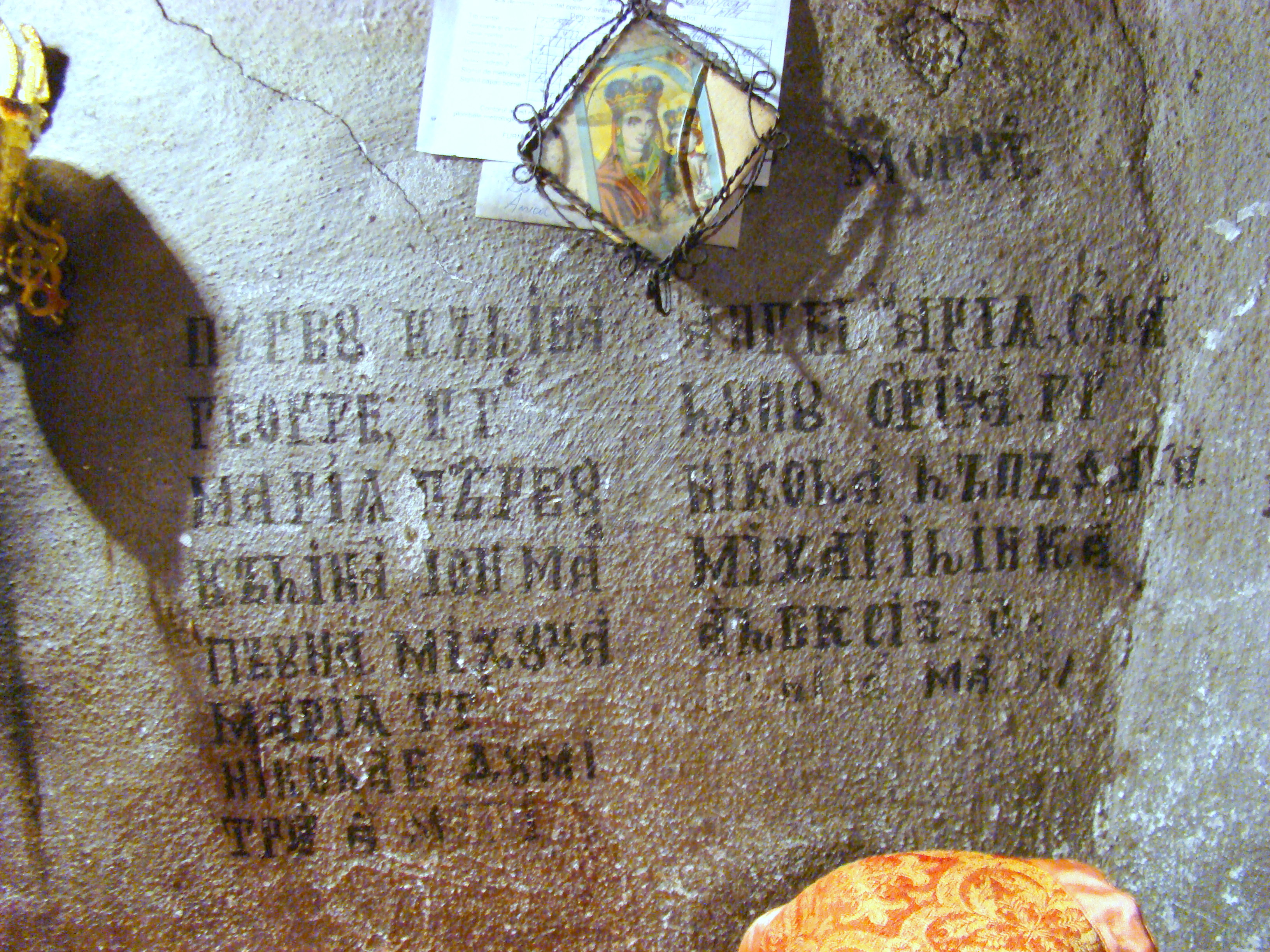
Pomelnic
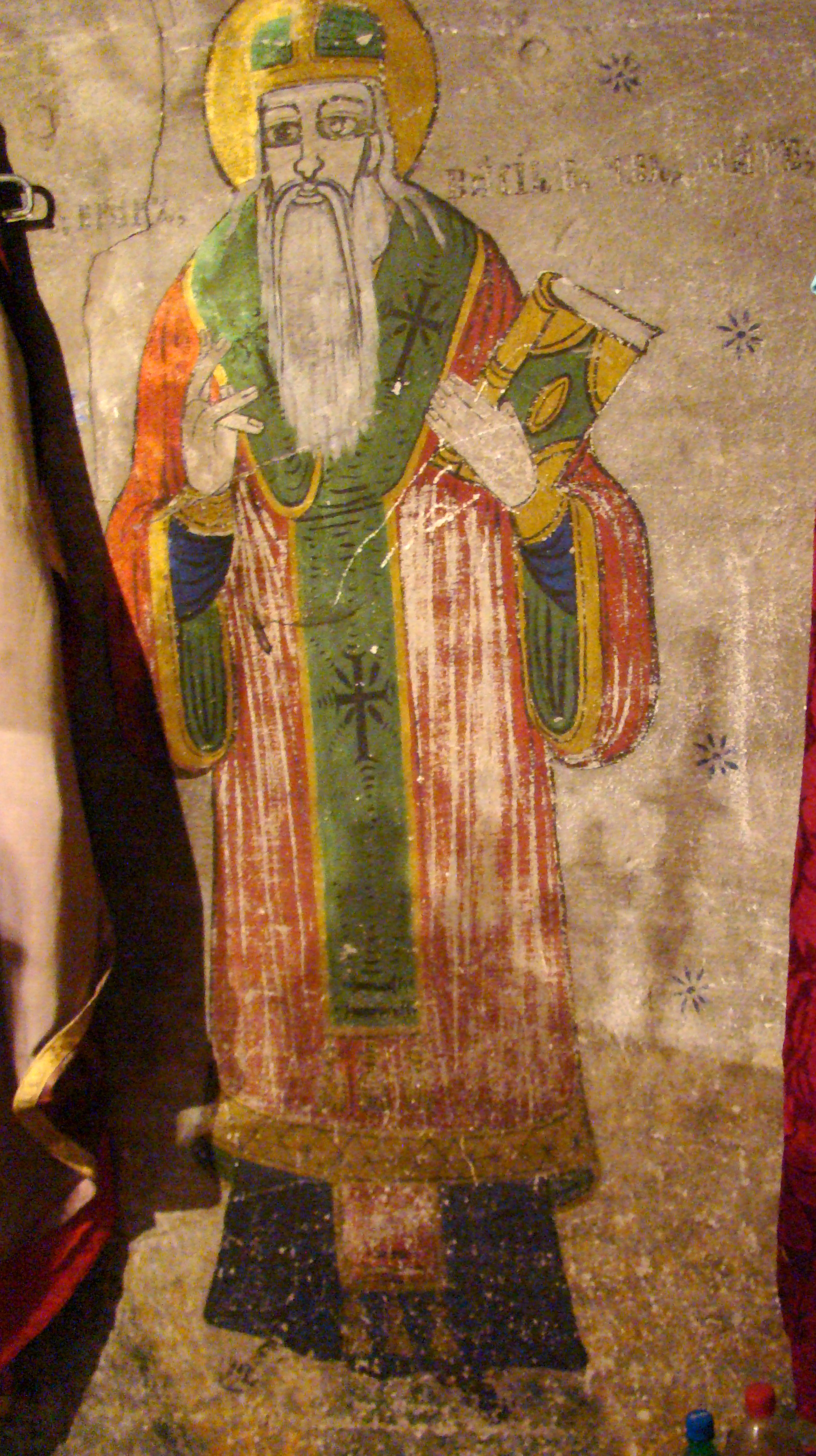
Sfântul Vasile cel Mare
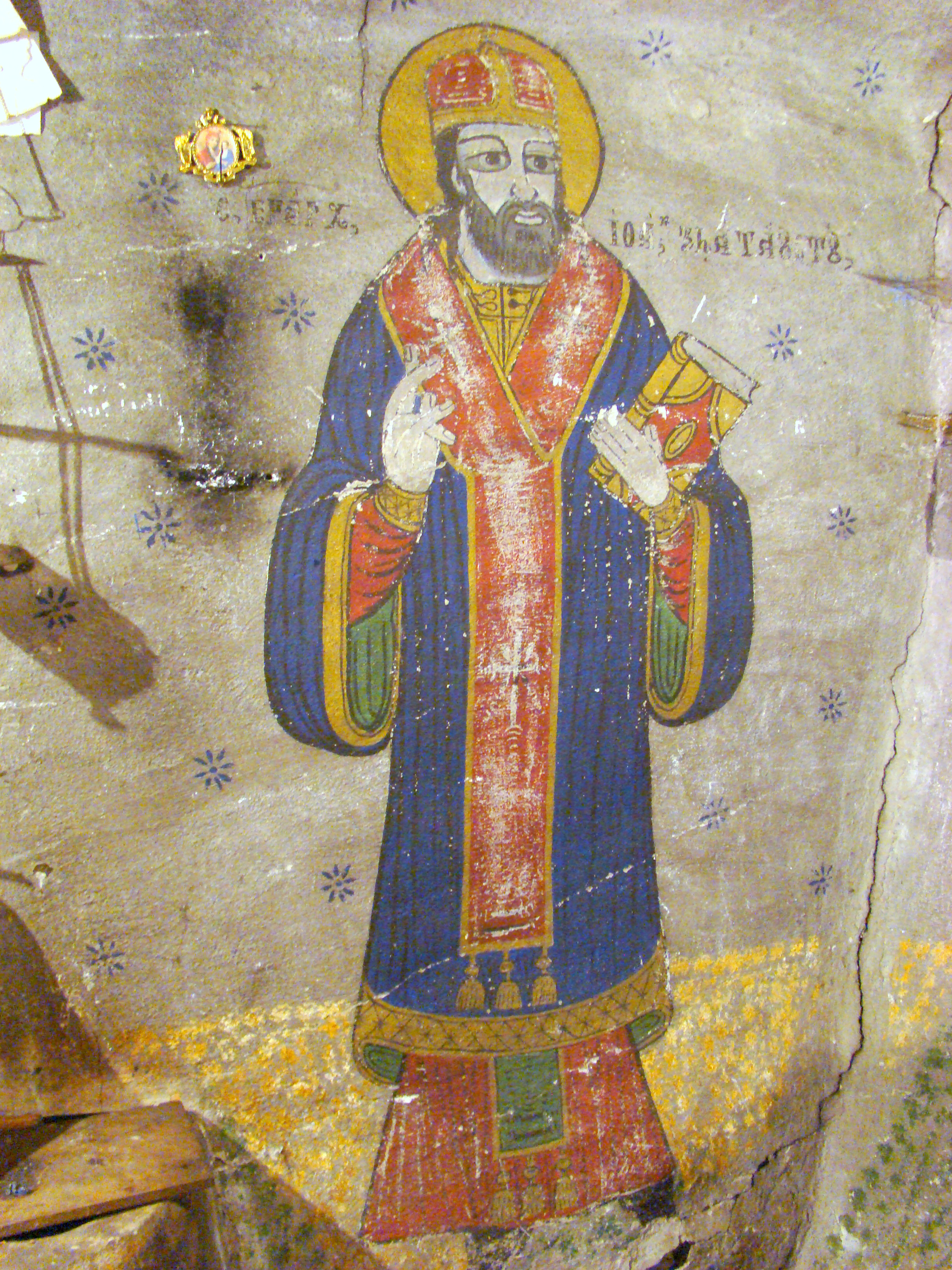
Sfântul Ioan Zlataost
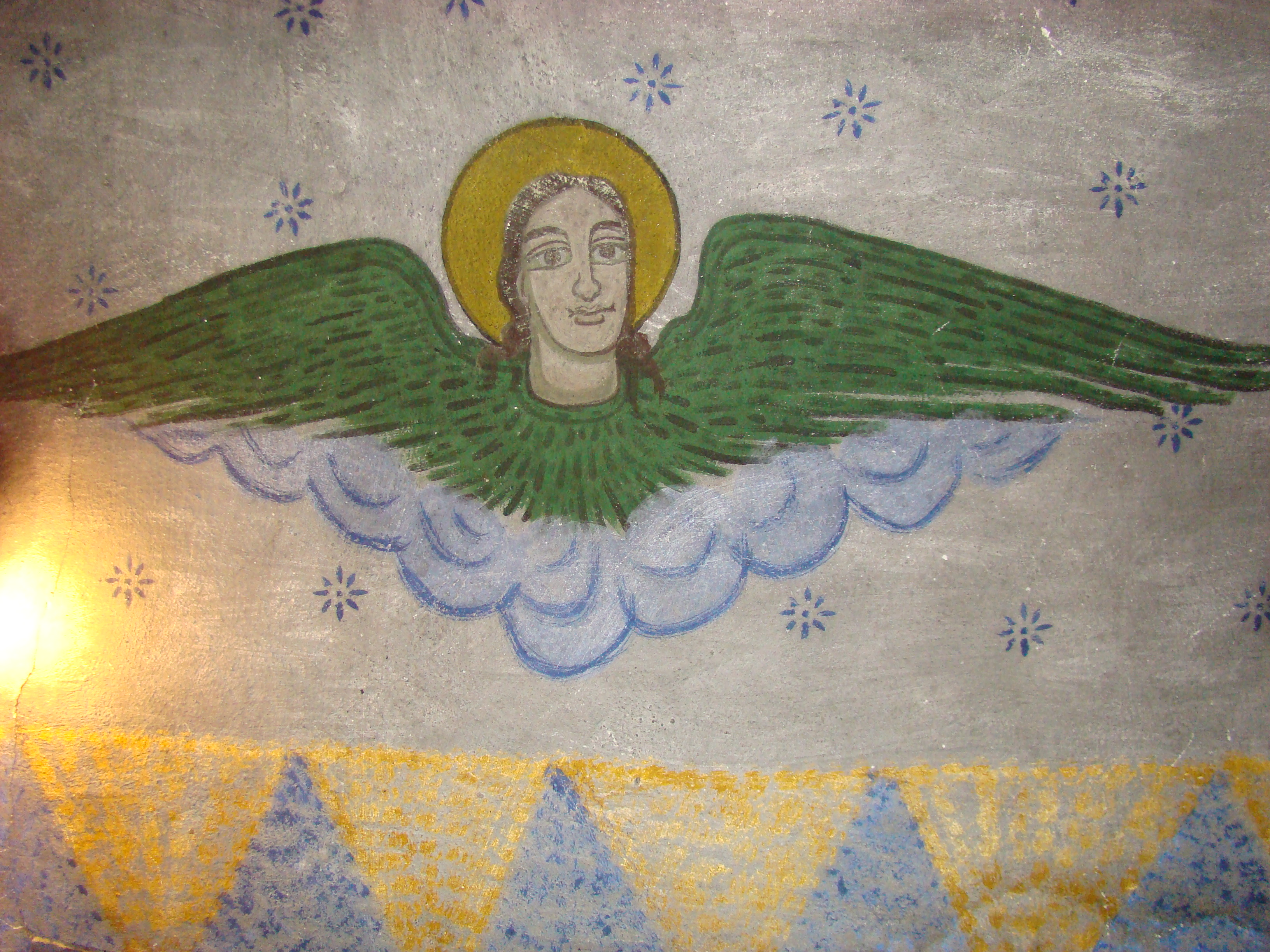
Heruvim
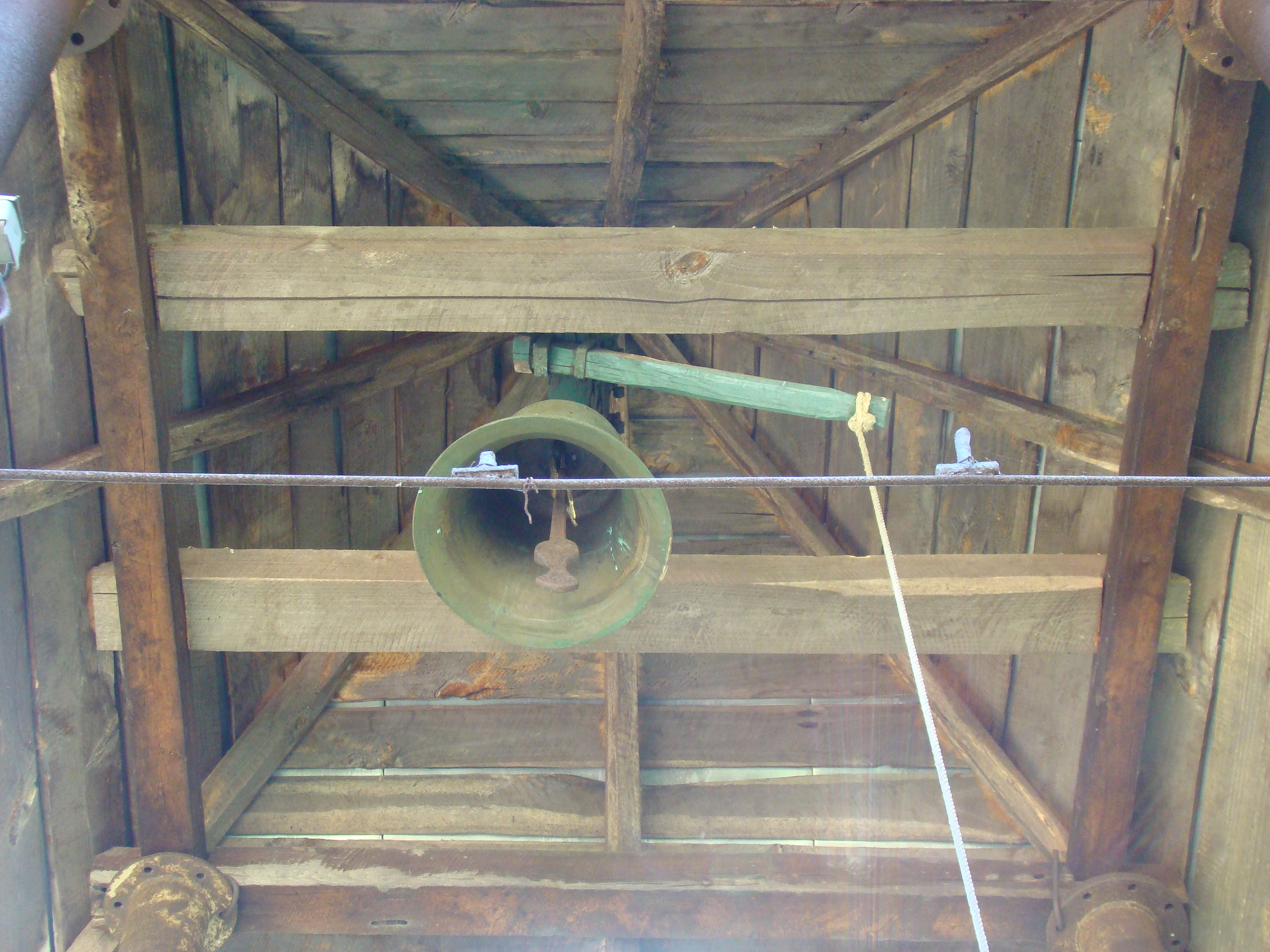
Clopotnița
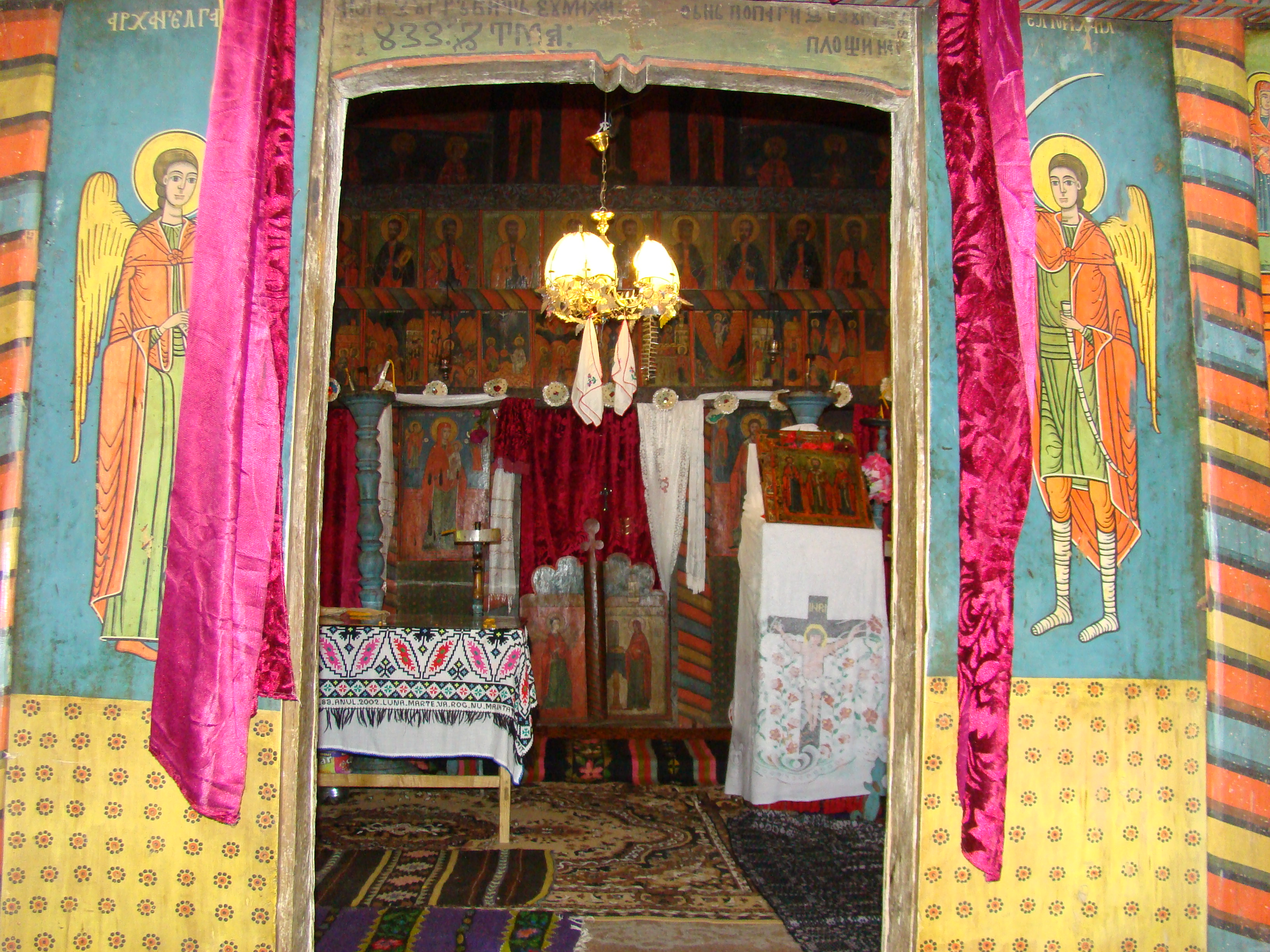
Interiorul navei
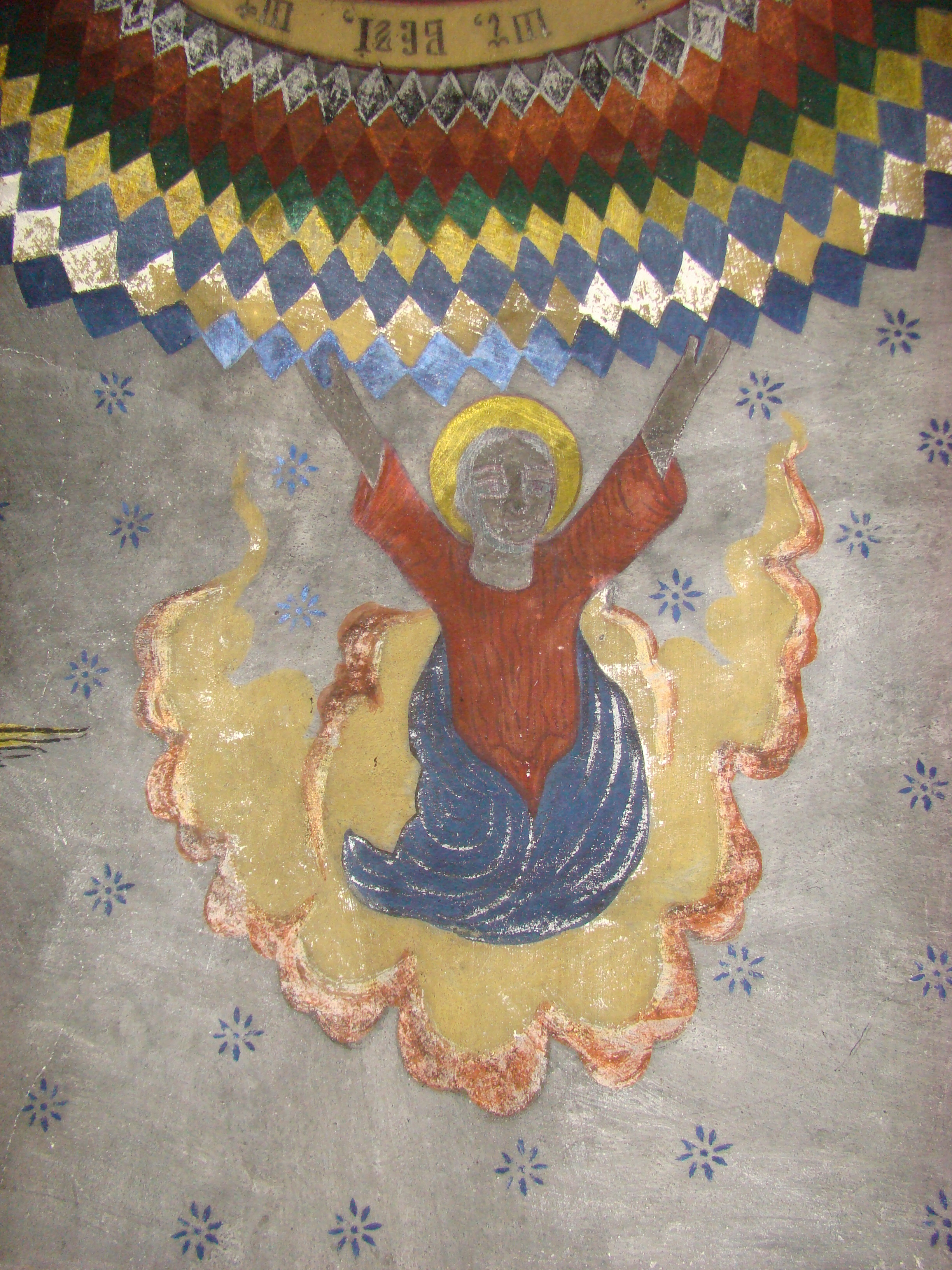
Pantocrator
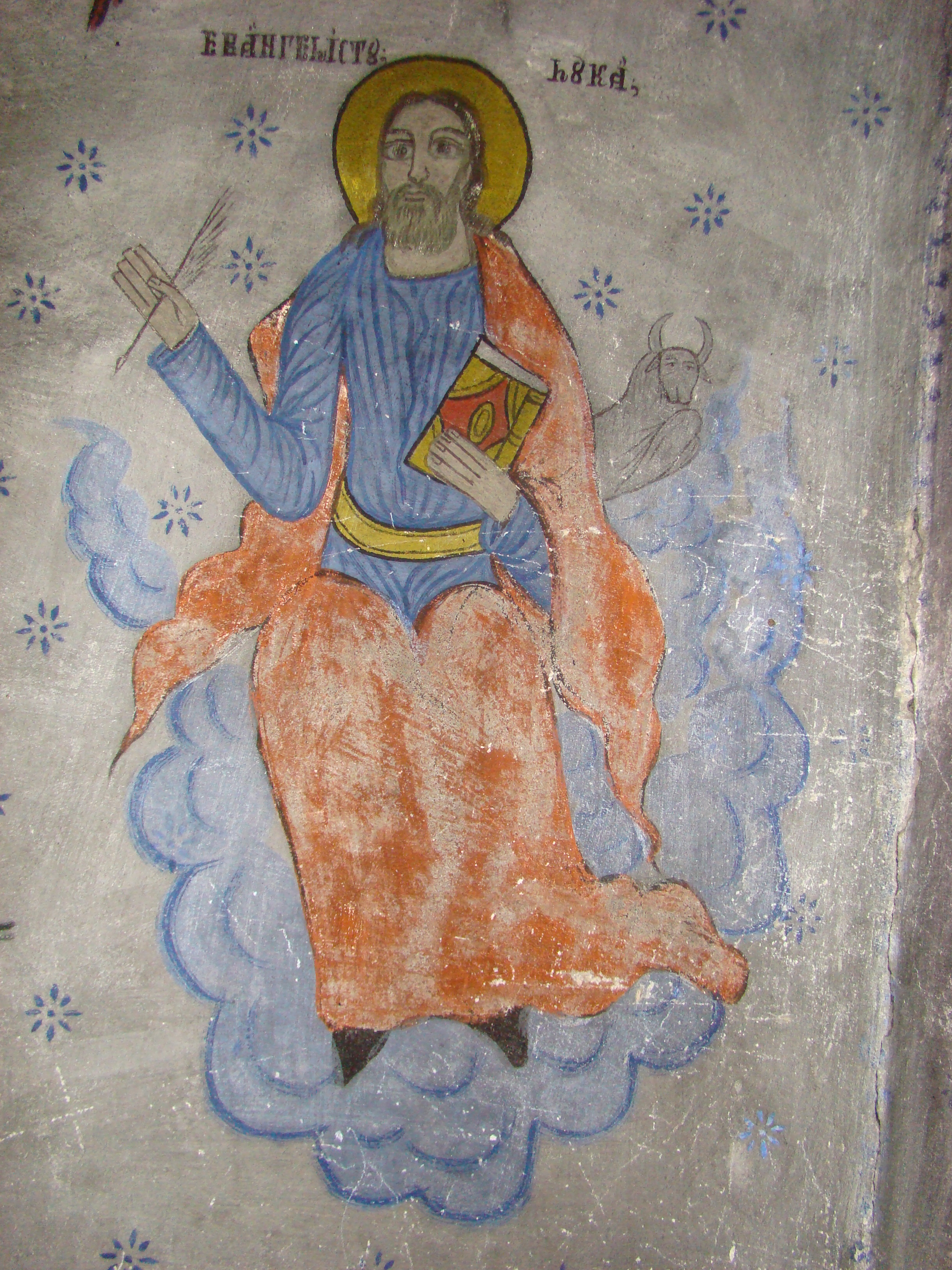
Evanghelistul Luca
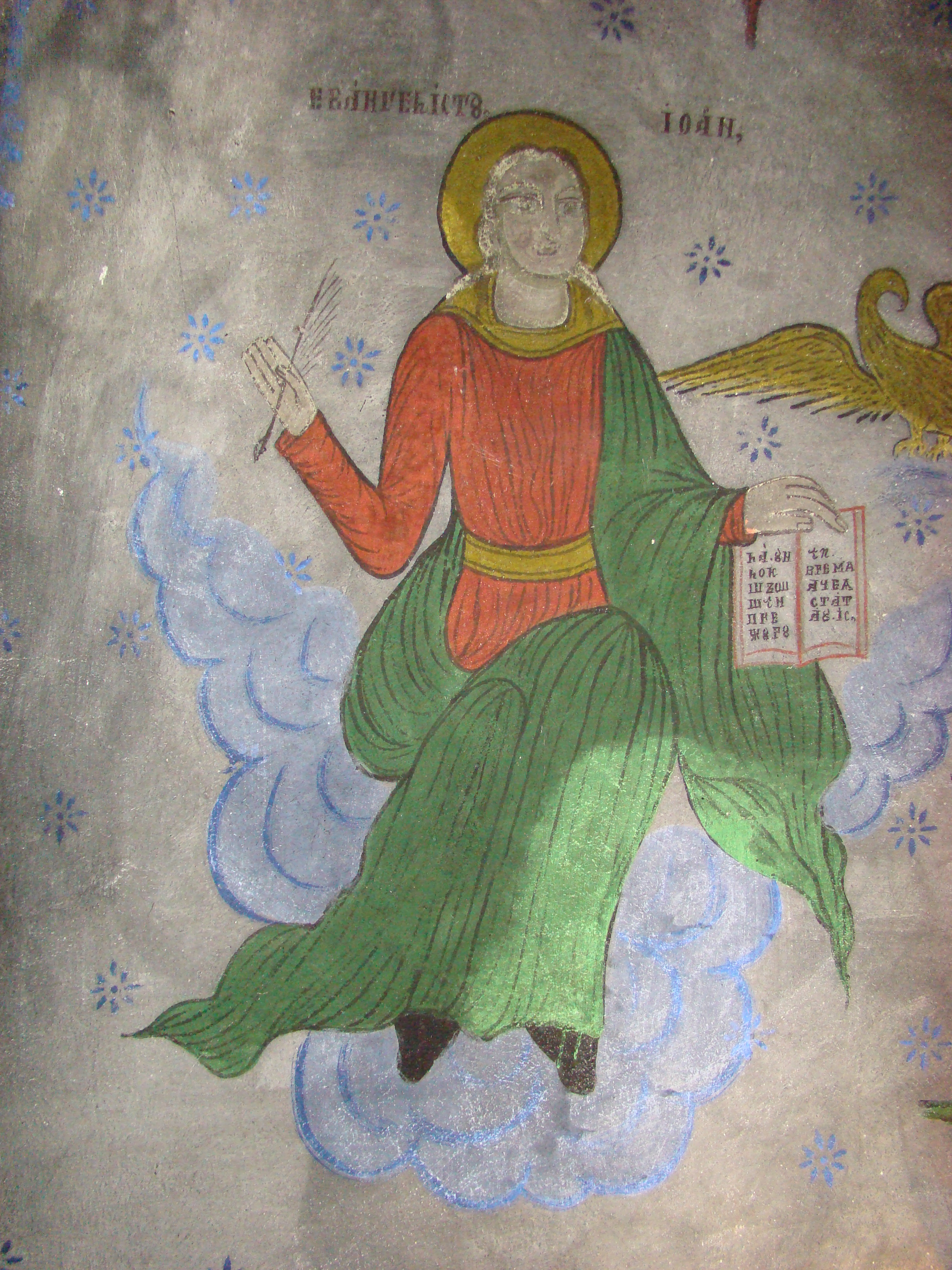
Evanghelistul Ioan
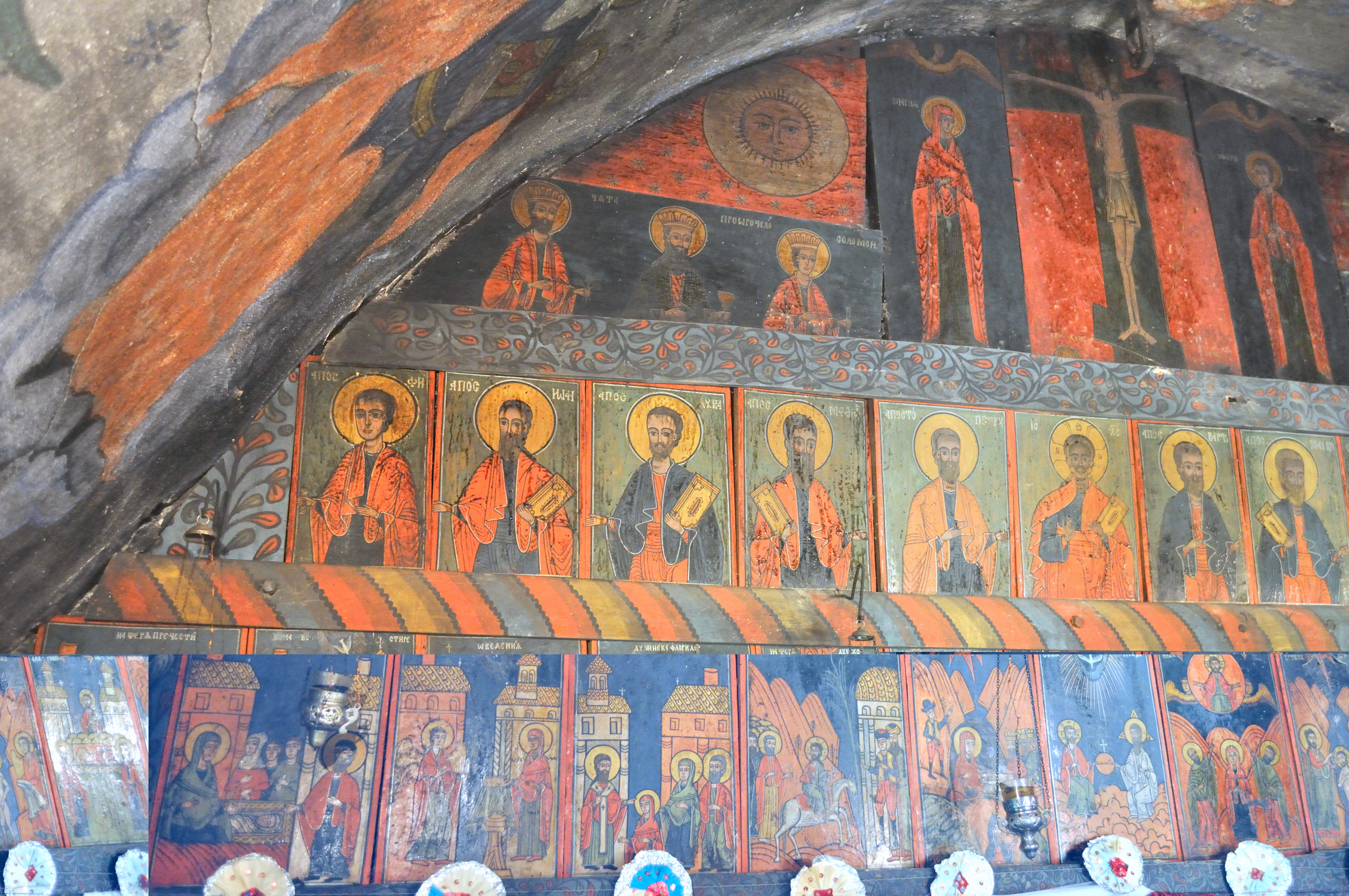
Catapeteasma (partea stângă)
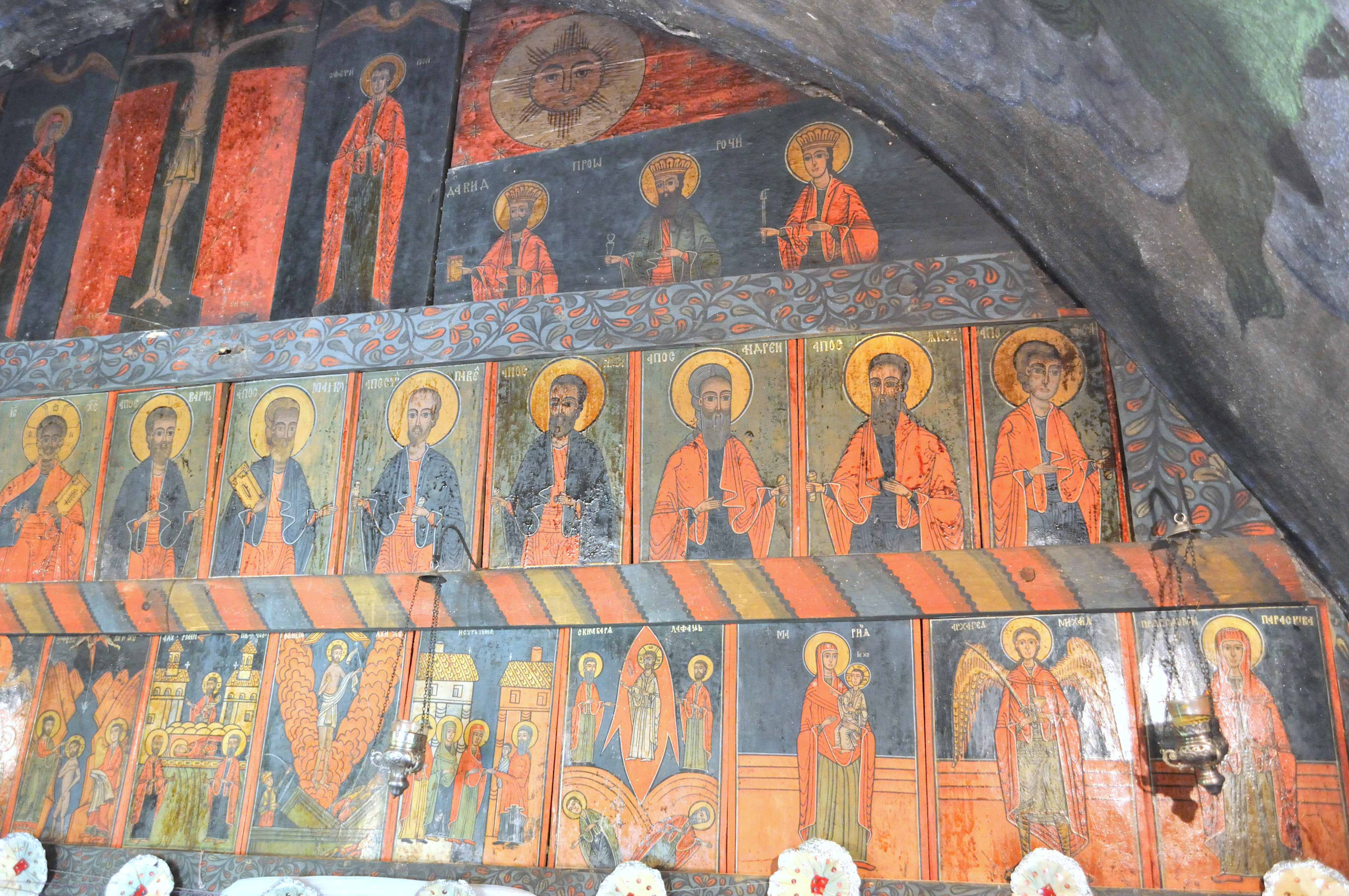
Catapeteasma (partea dreaptă)
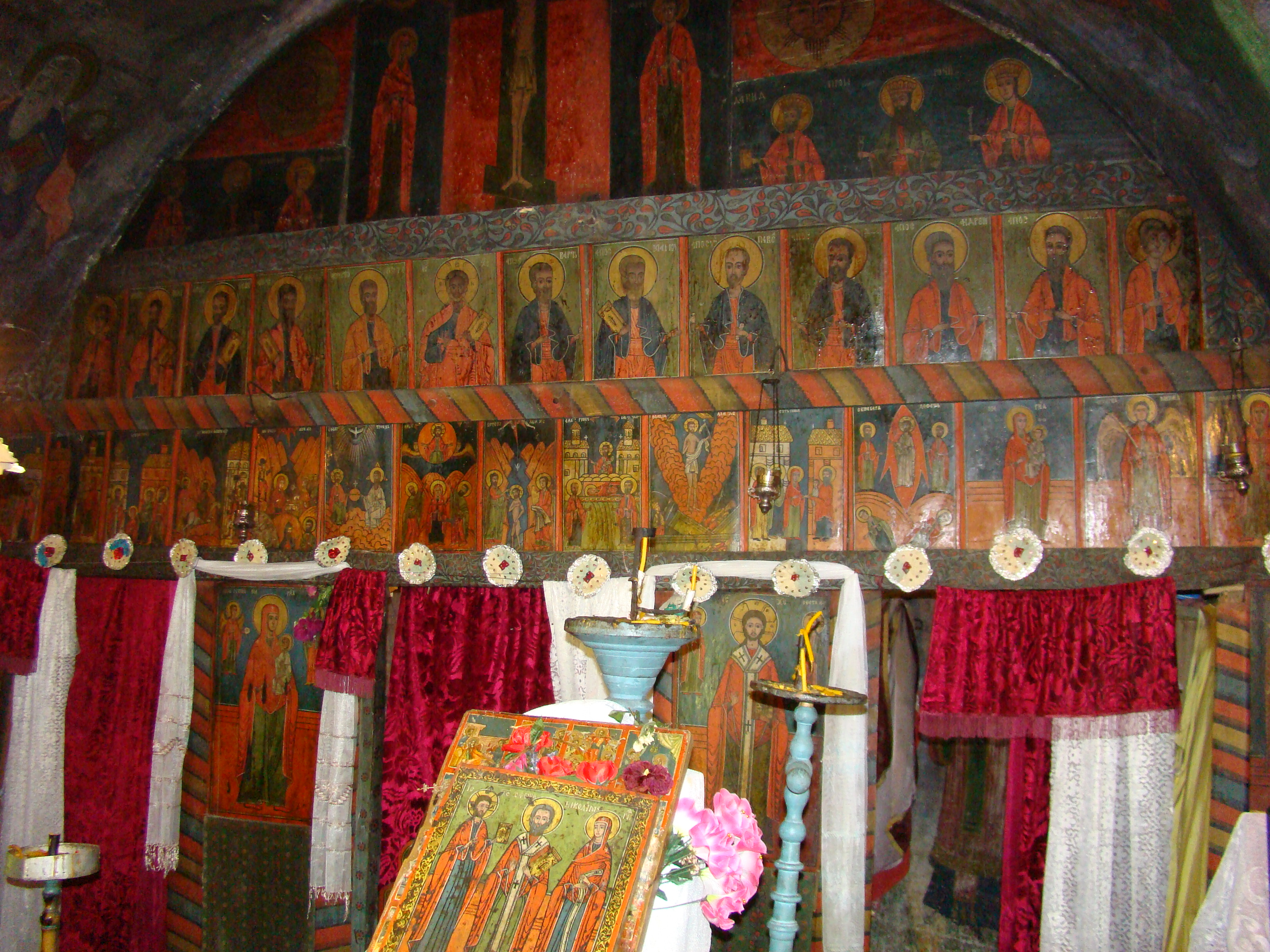
Vedere de ansamblu
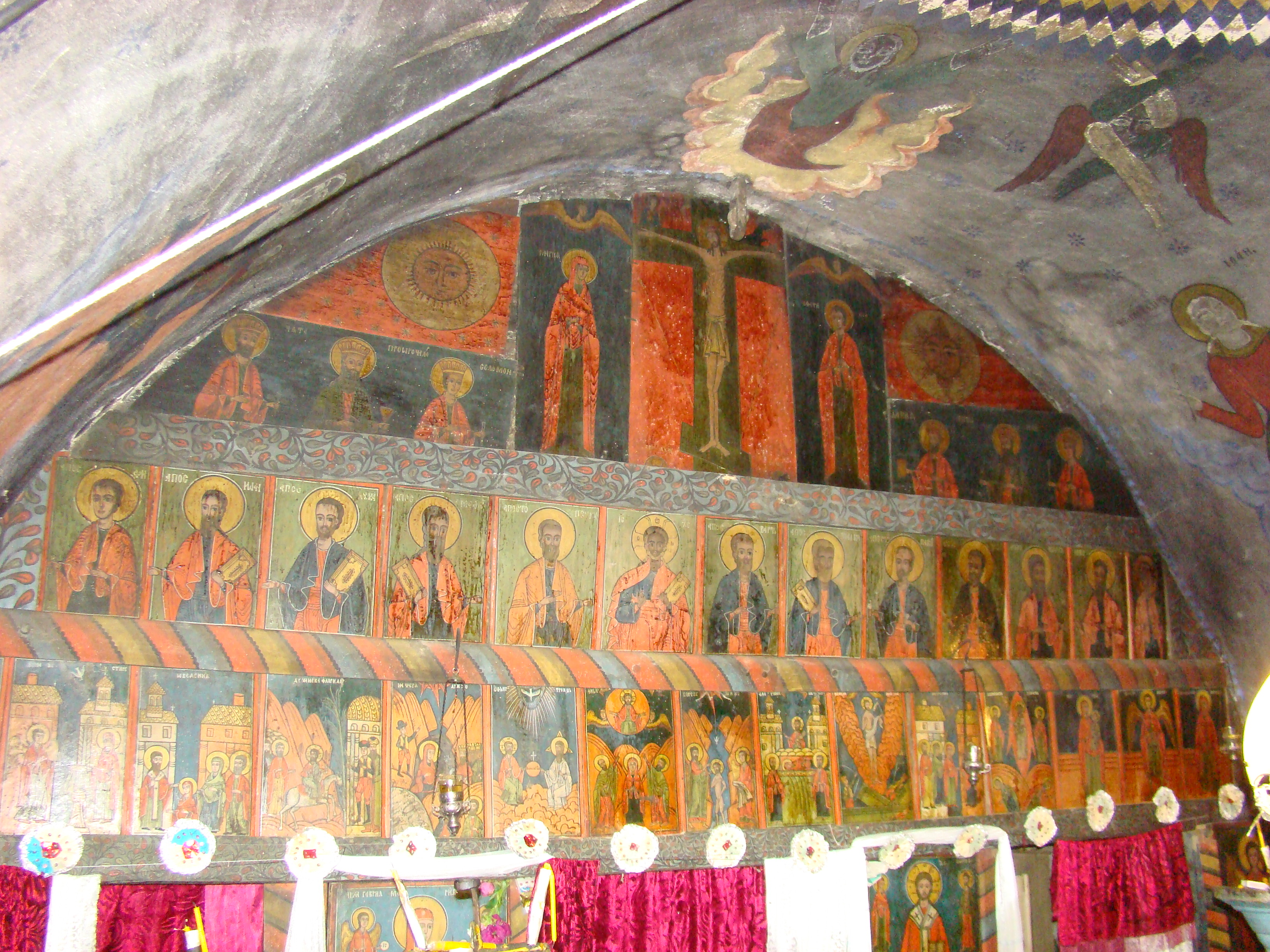
Vedere de ansamblu
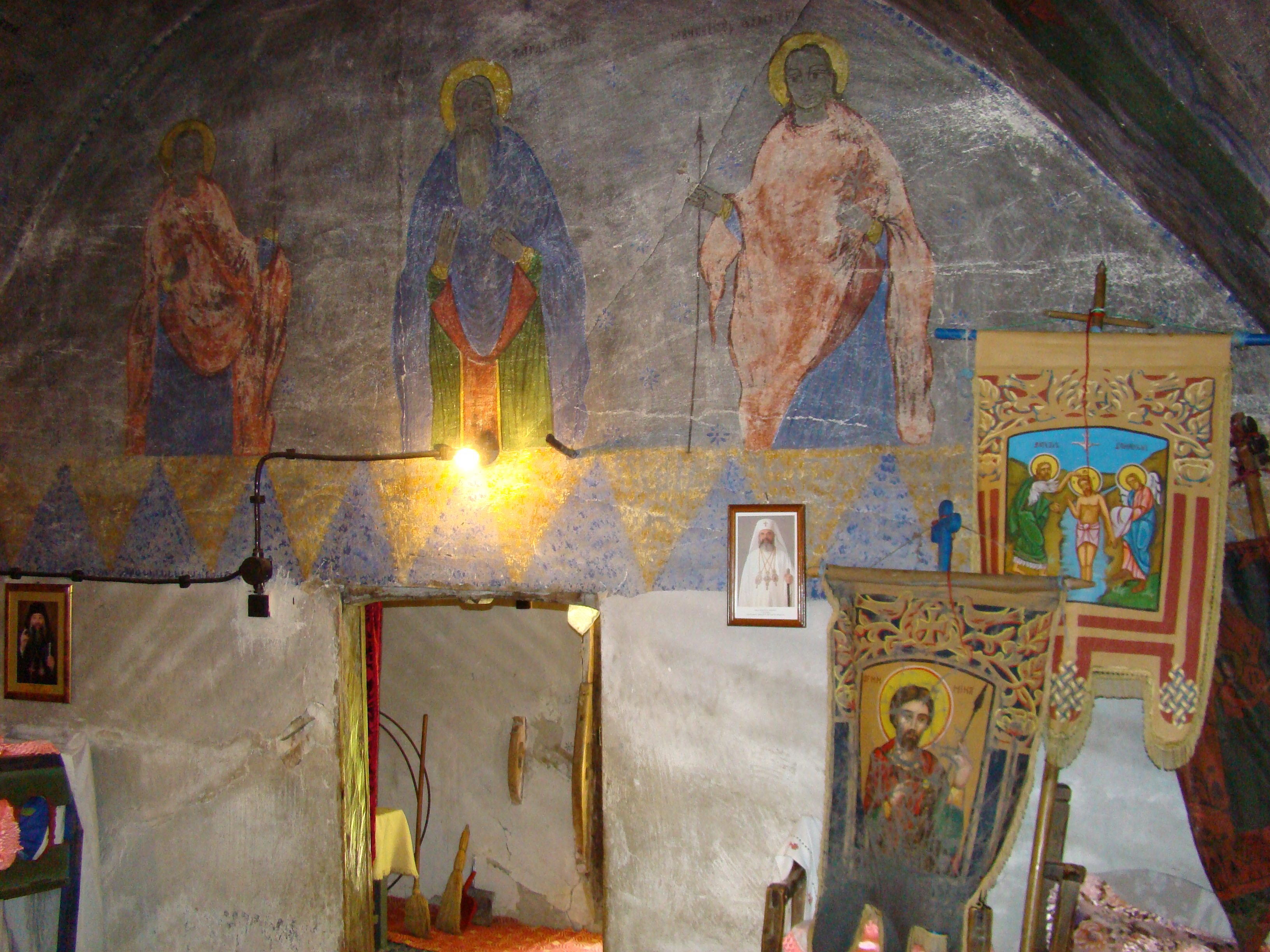
Peretele care desparte naosul de pronaos
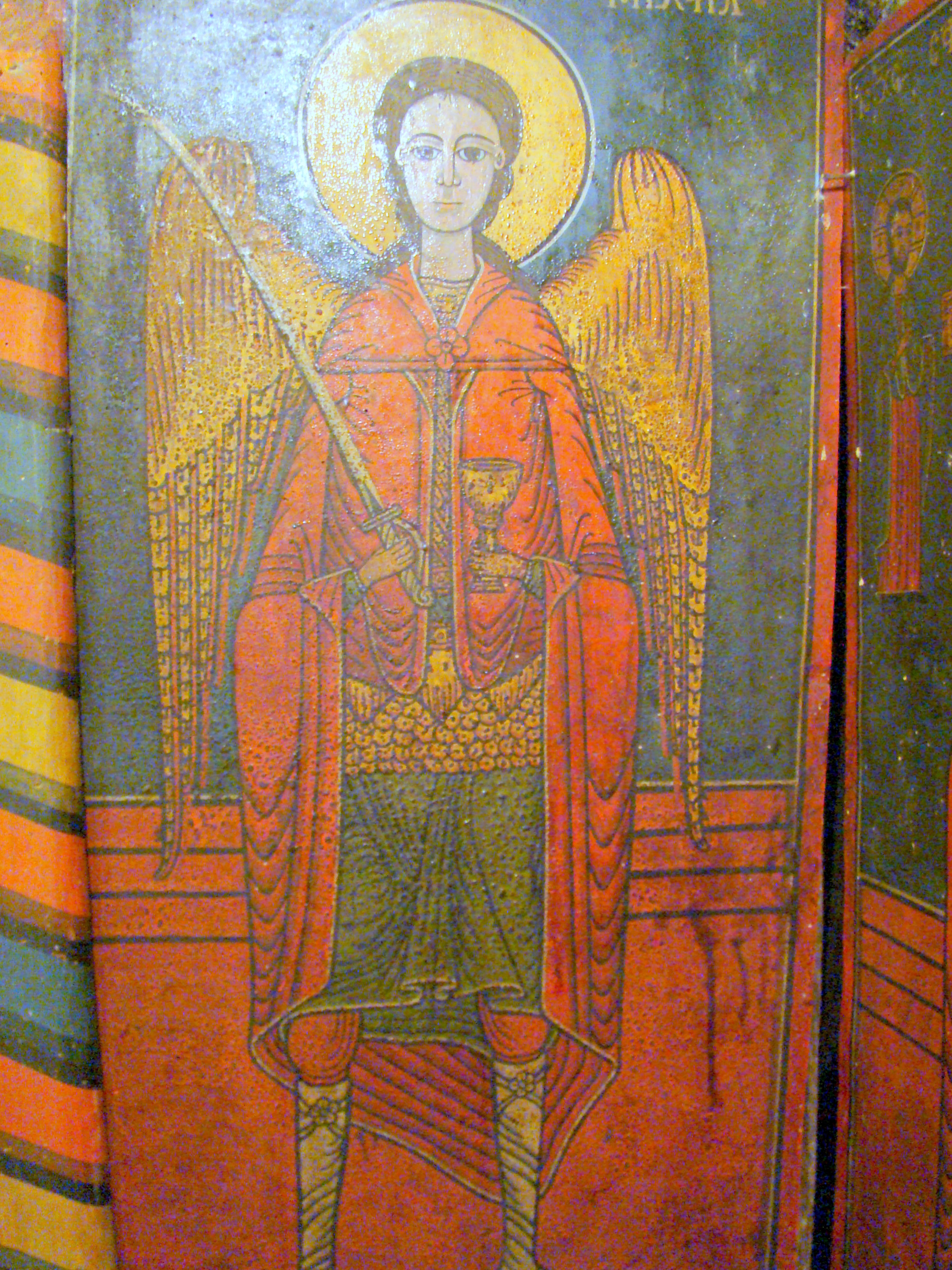
Arhanghelul Mihail
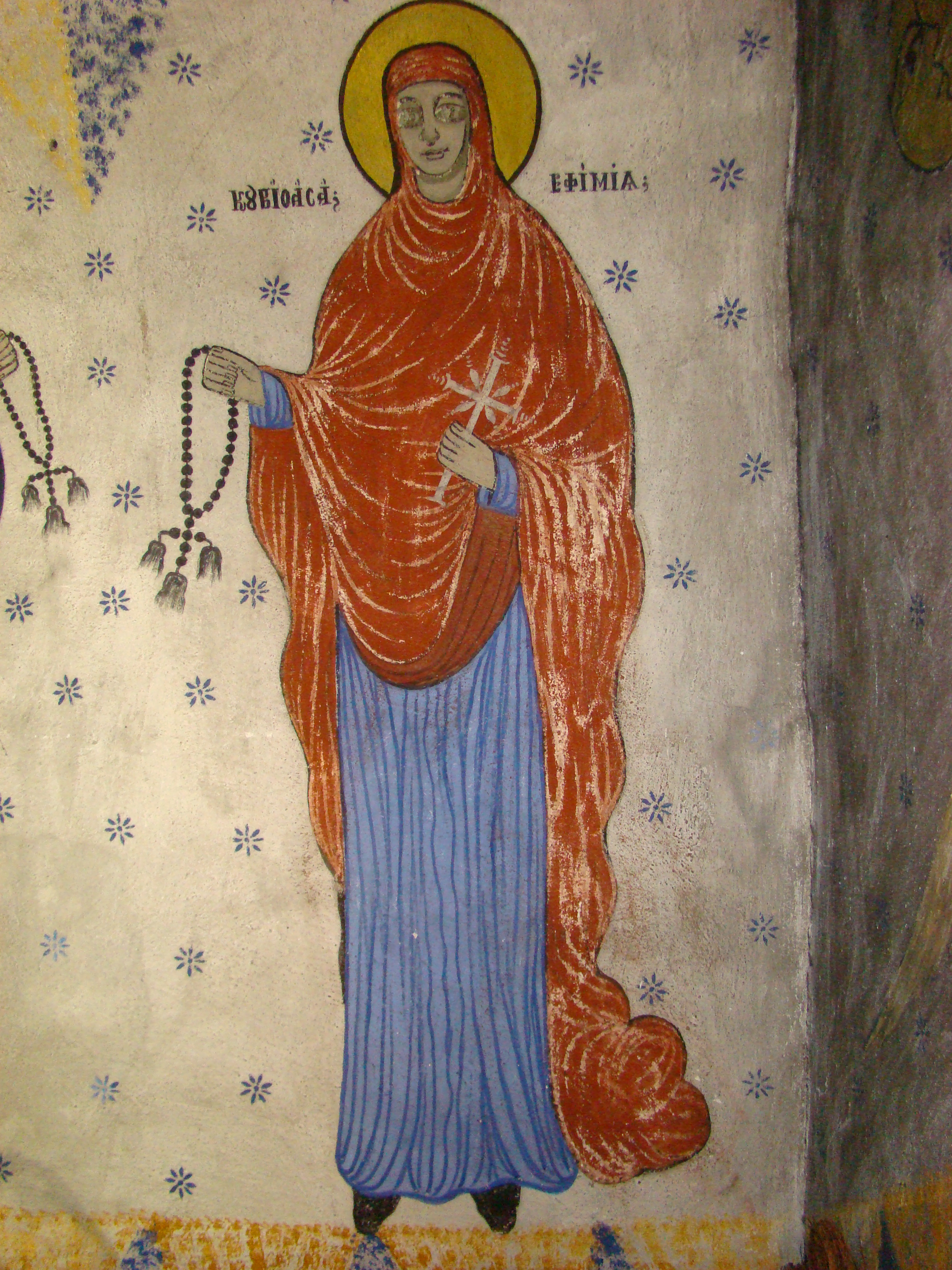
Cuvioasa Efimia
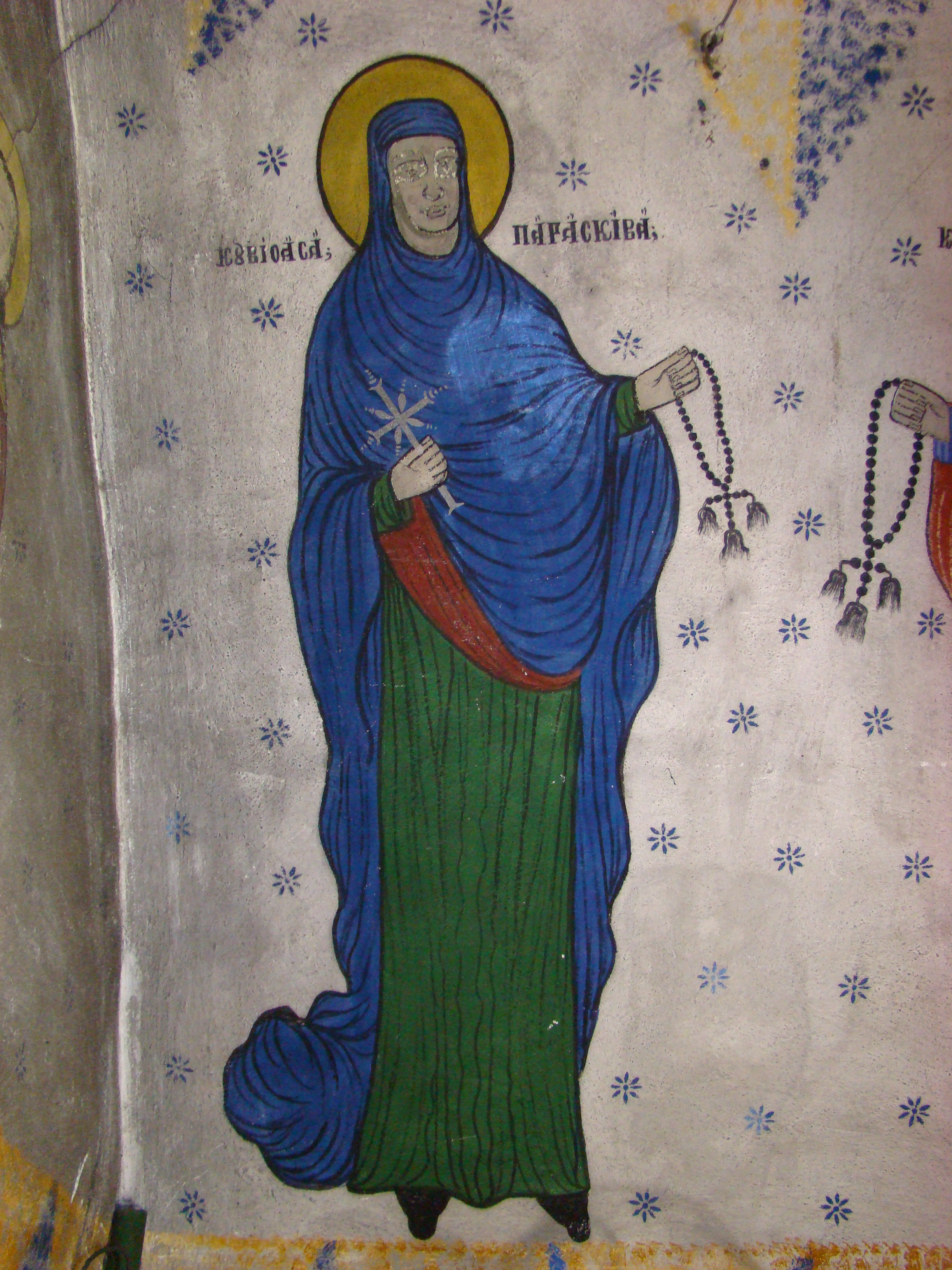
Cuvioasa Paraschiva
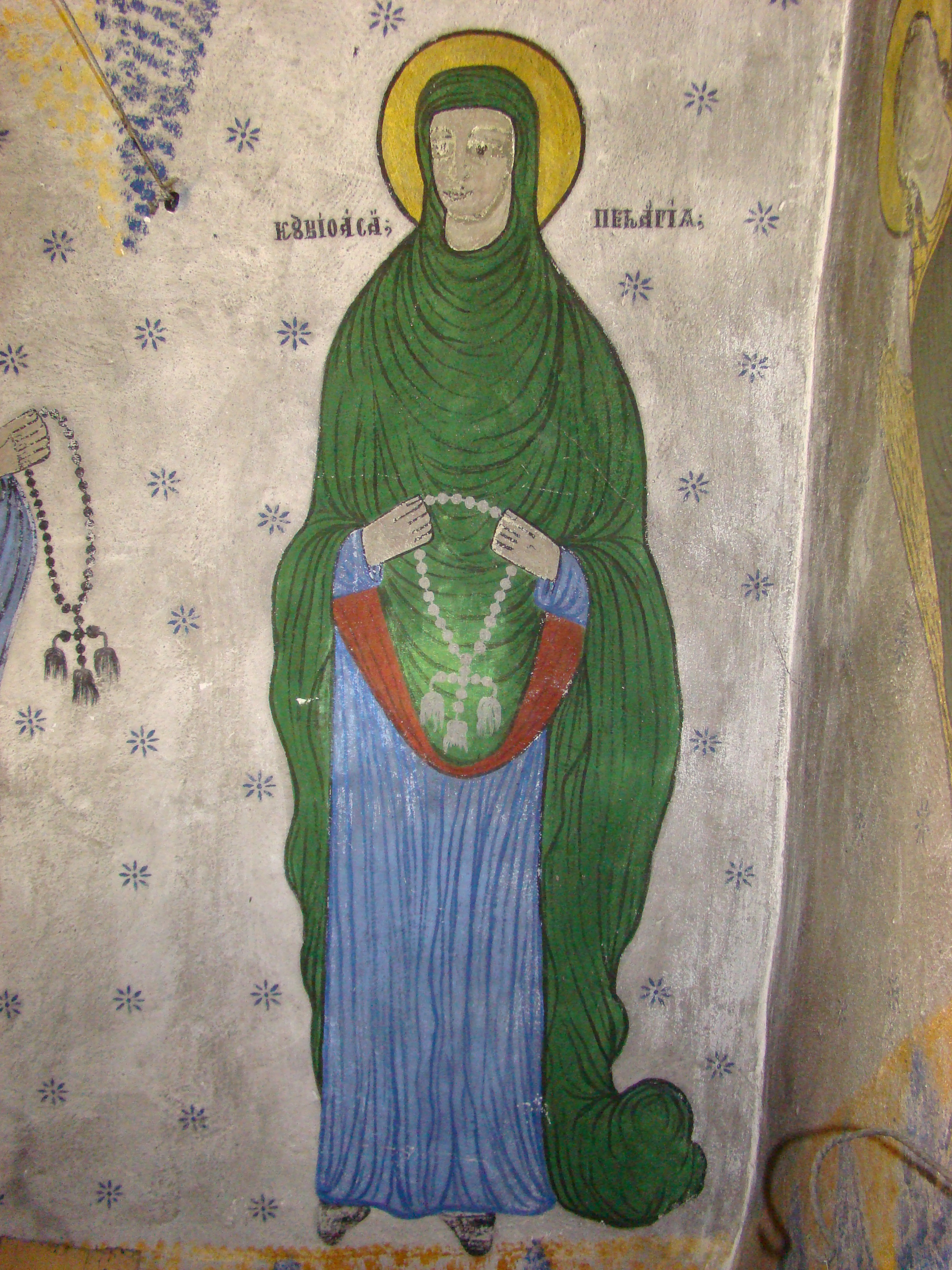
Cuvioasa Pelaghia
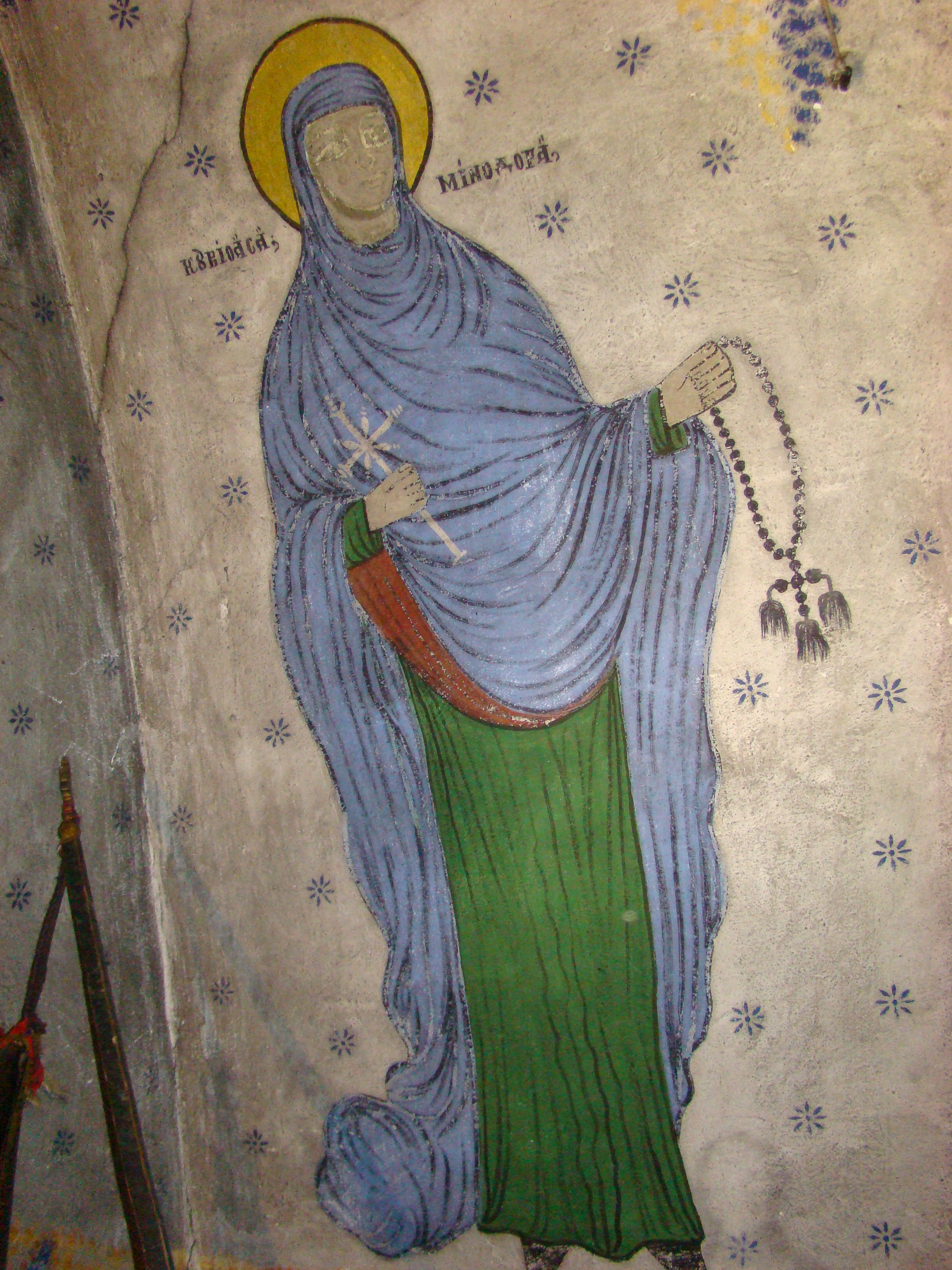
Cuvioasa Minodora
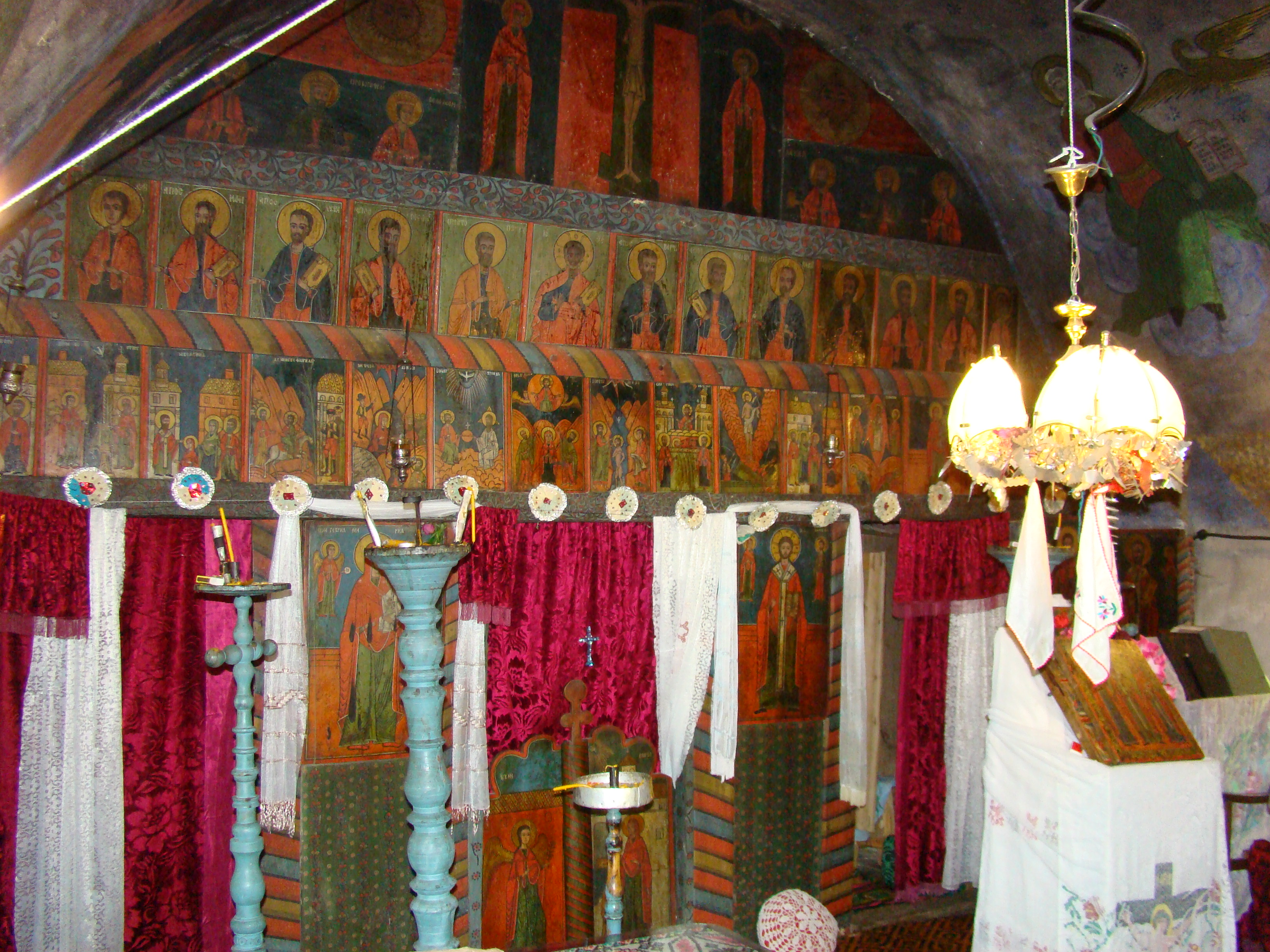
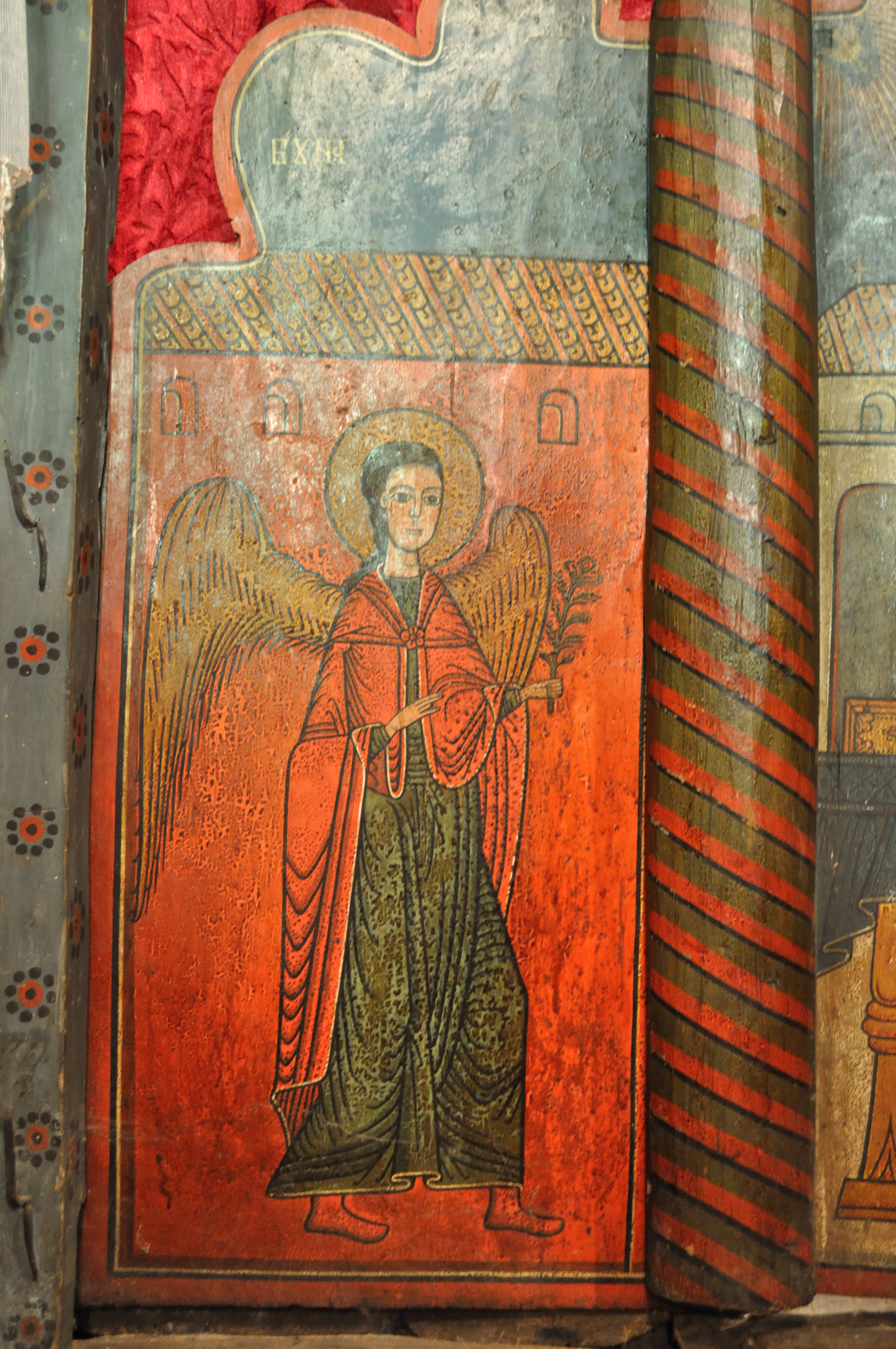
Ușă împărătească
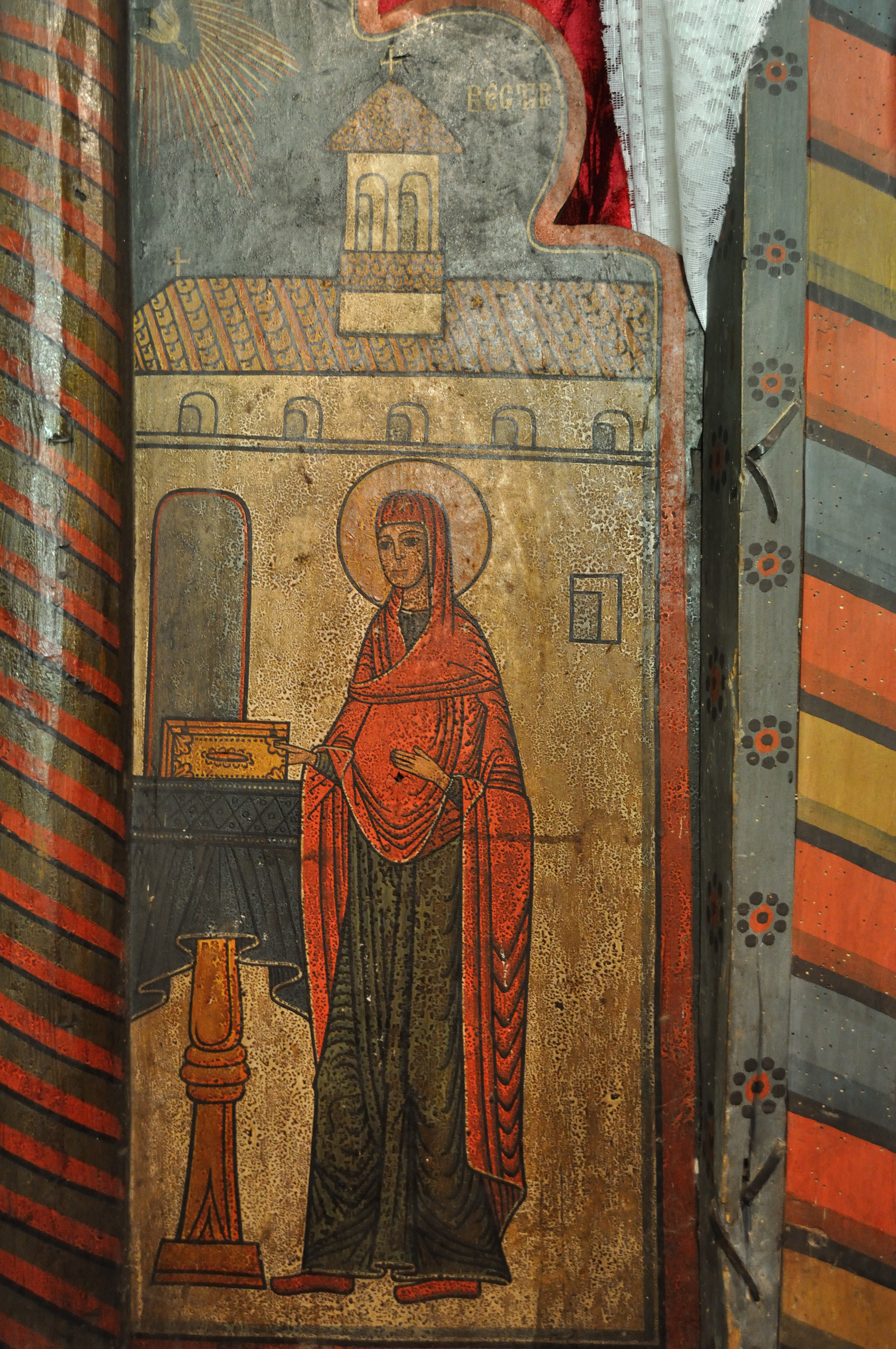
Ușă împărătească
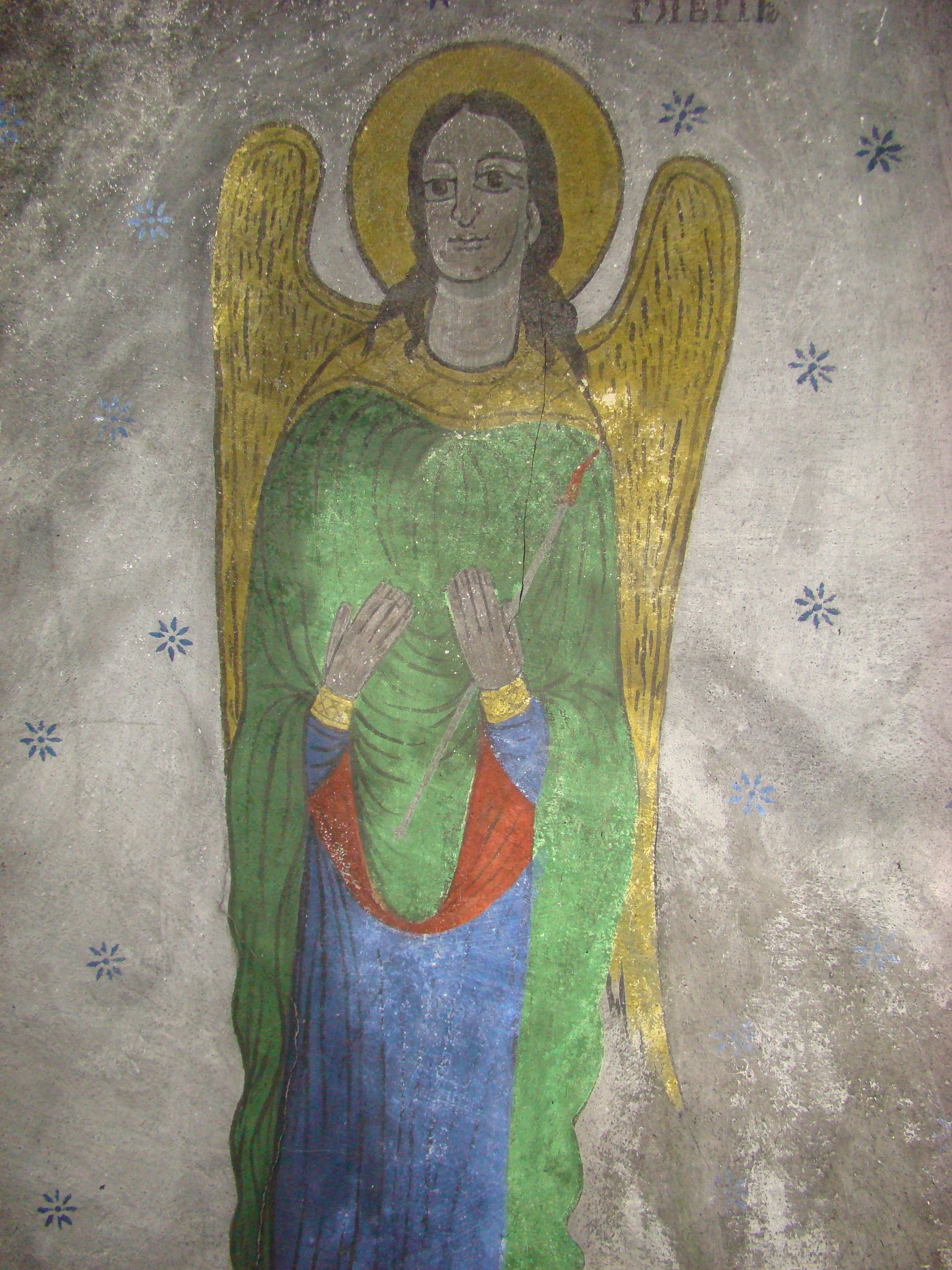
Arhanghelul Gavriil
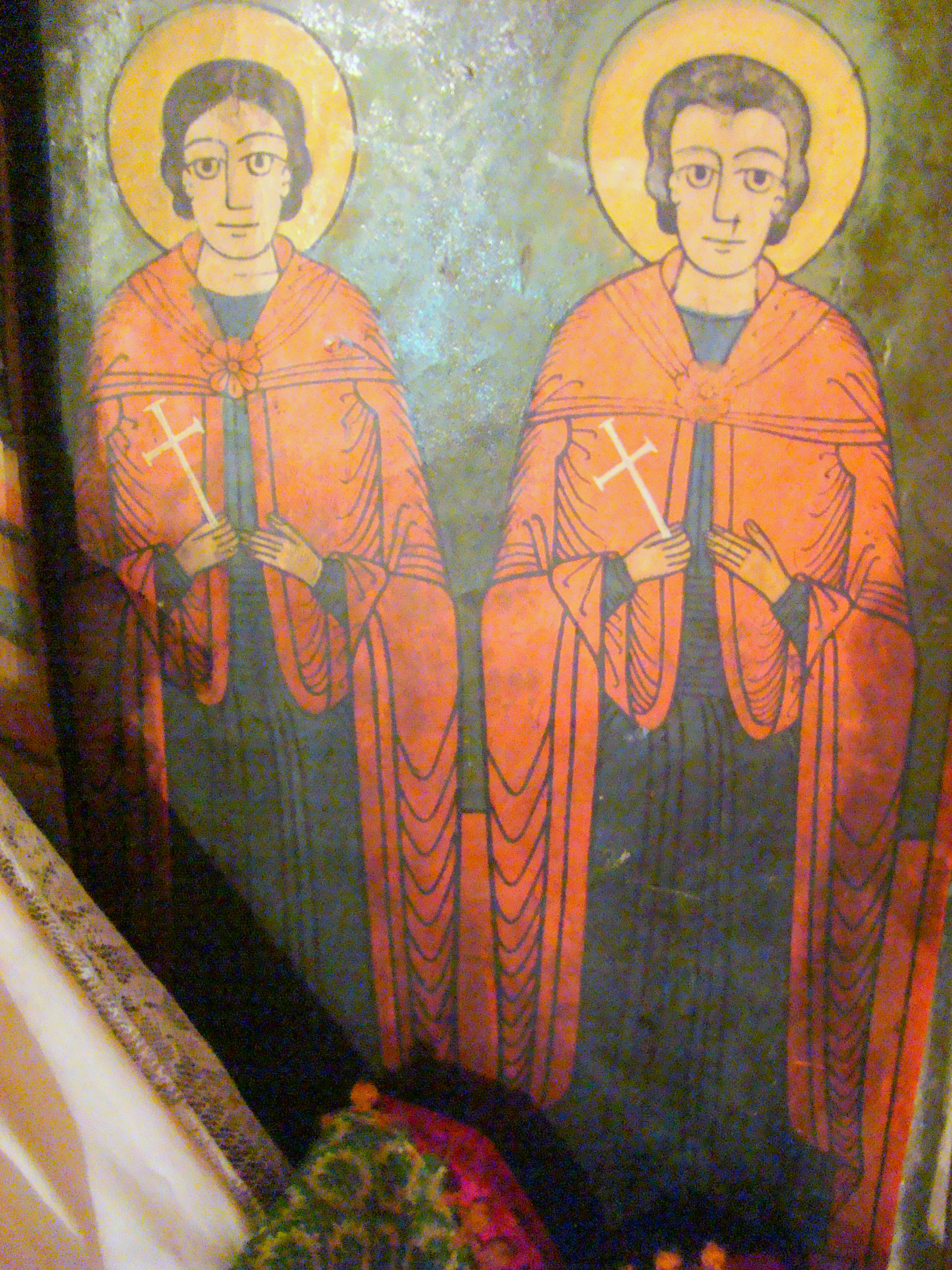
Sfinții Arhangheli
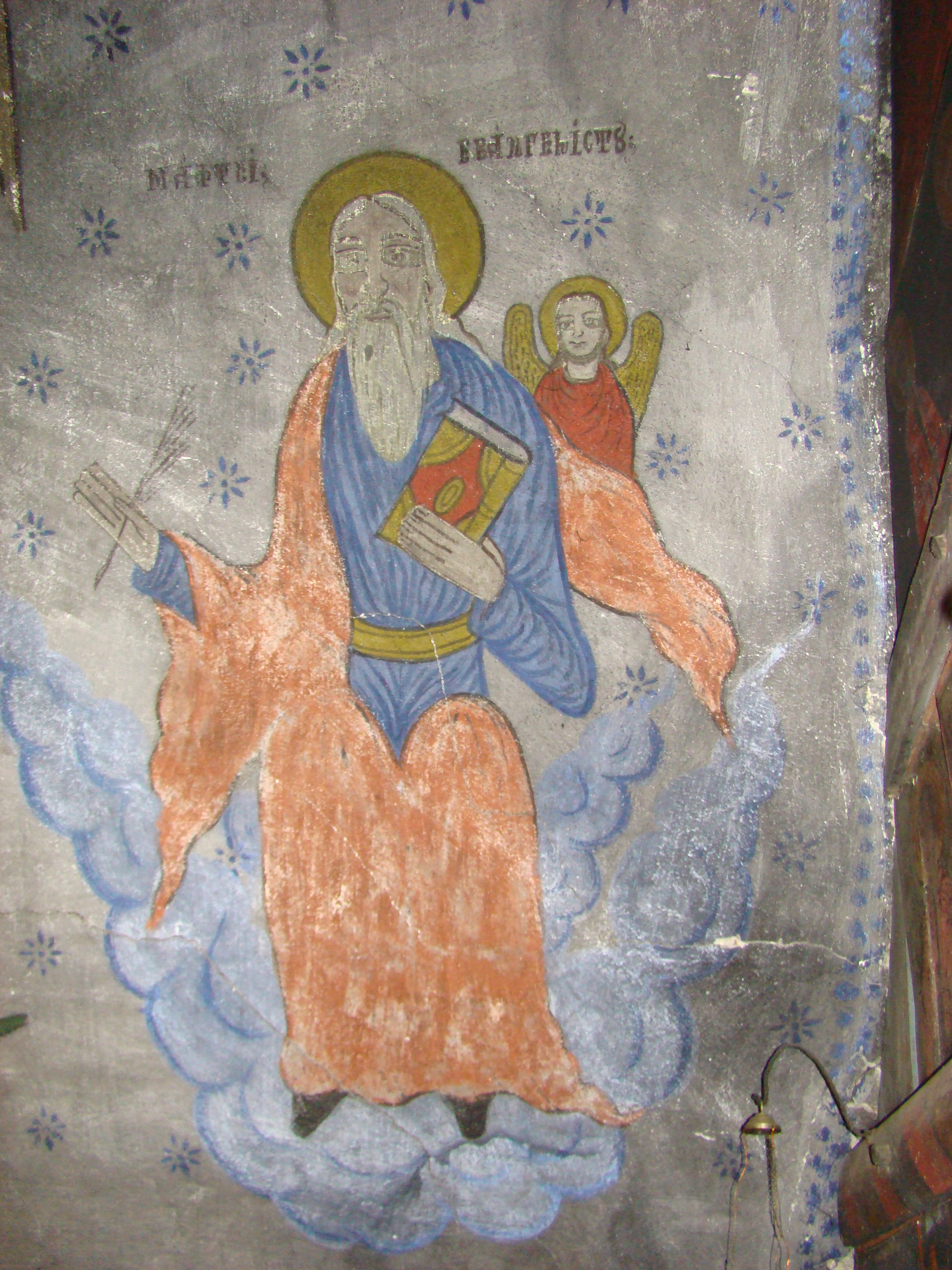
Evanghelistul Matei
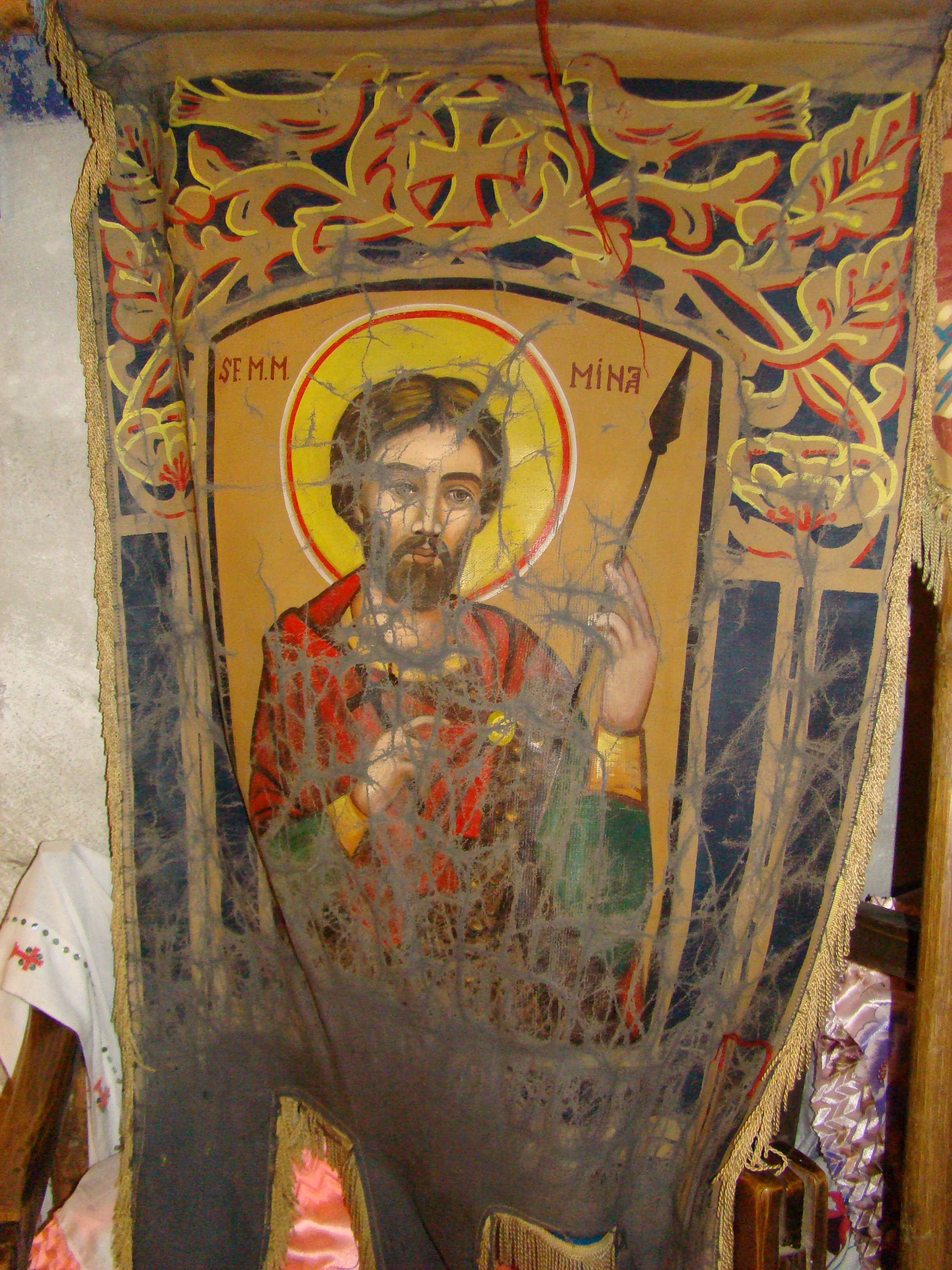
Sfântul Mare Mucenic Mina
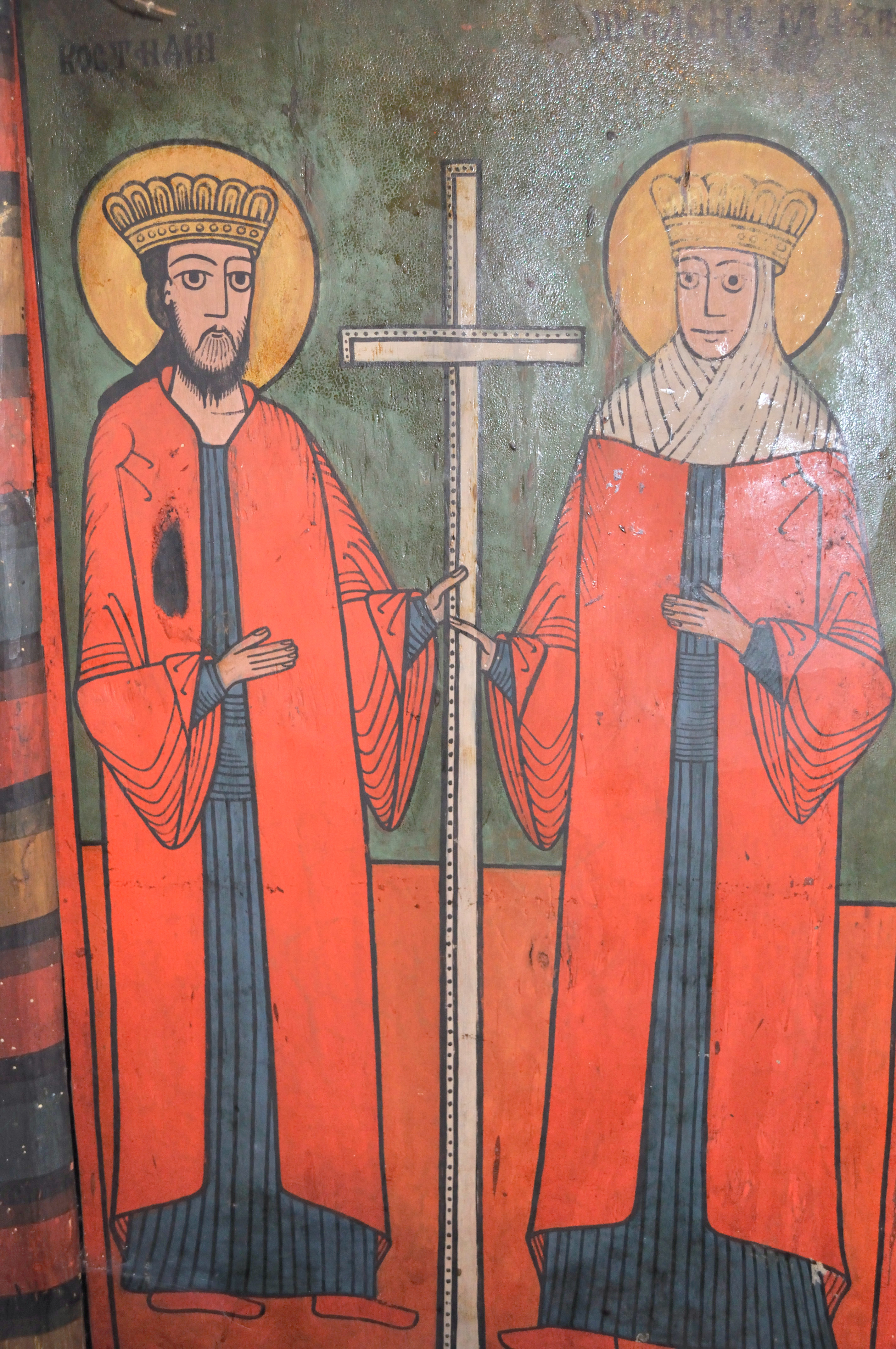
Sfinții Împărați Constantin și Elena
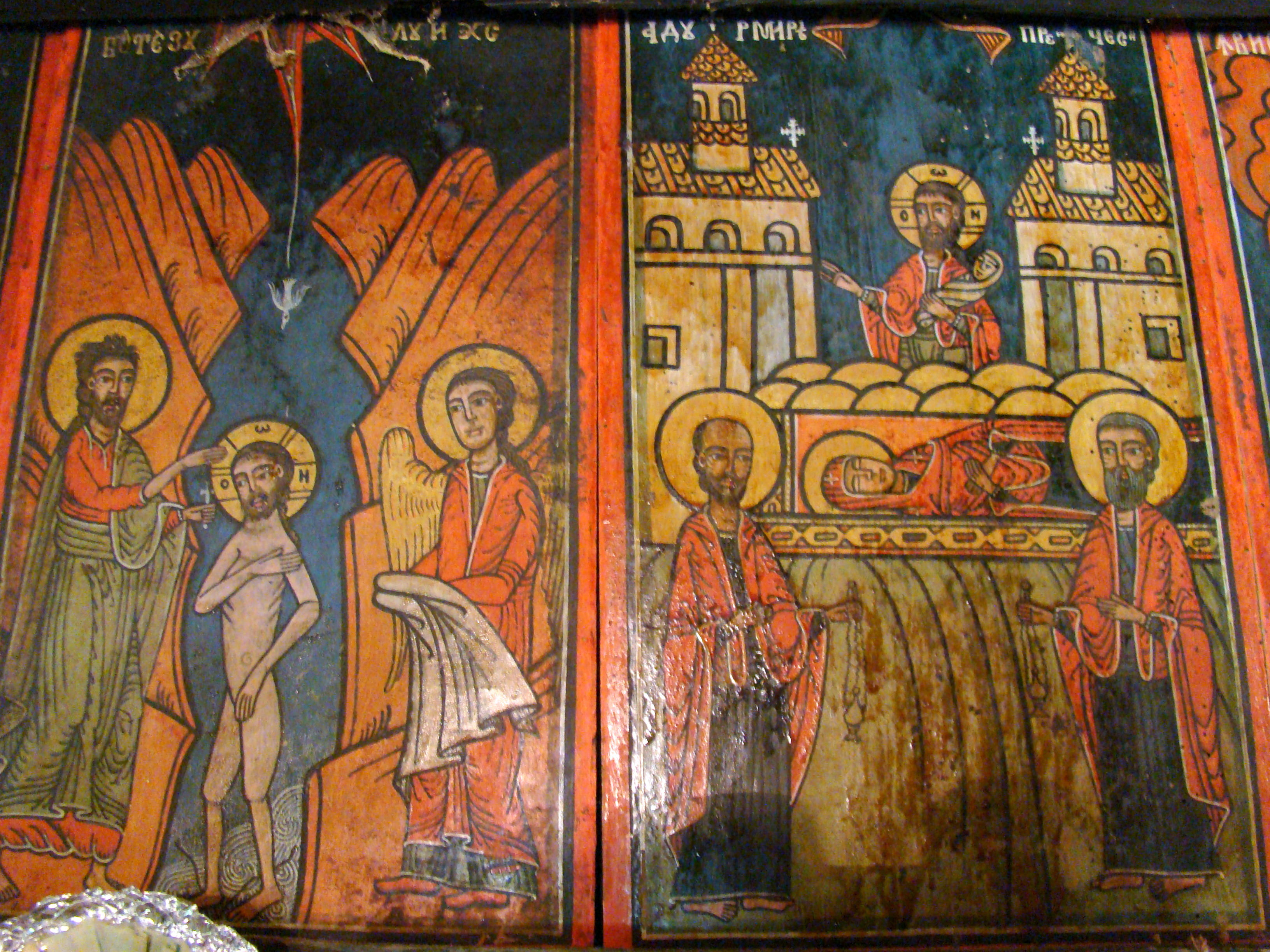
Frumoasele icoane prăznicare de pe catapeteasmă
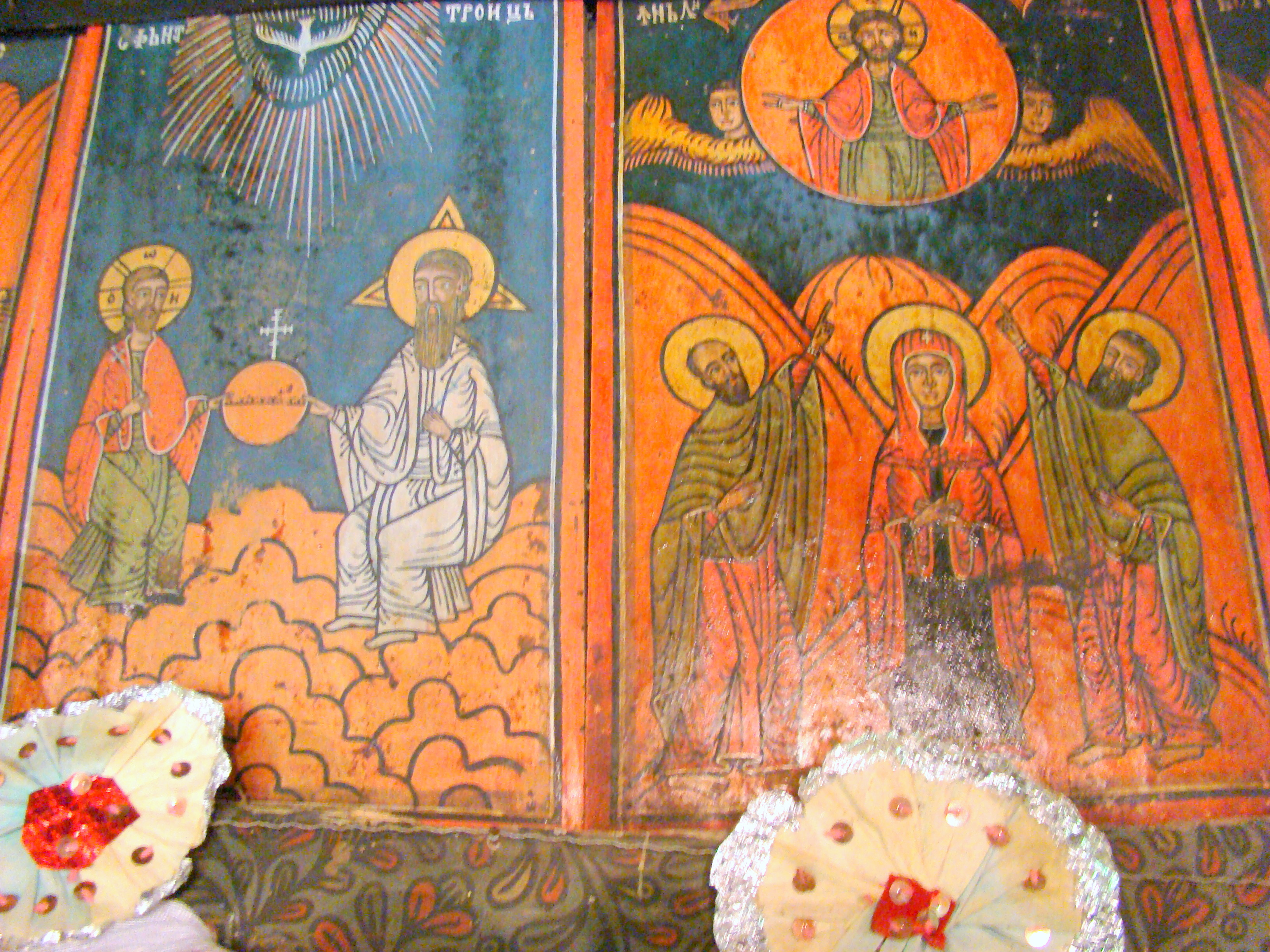
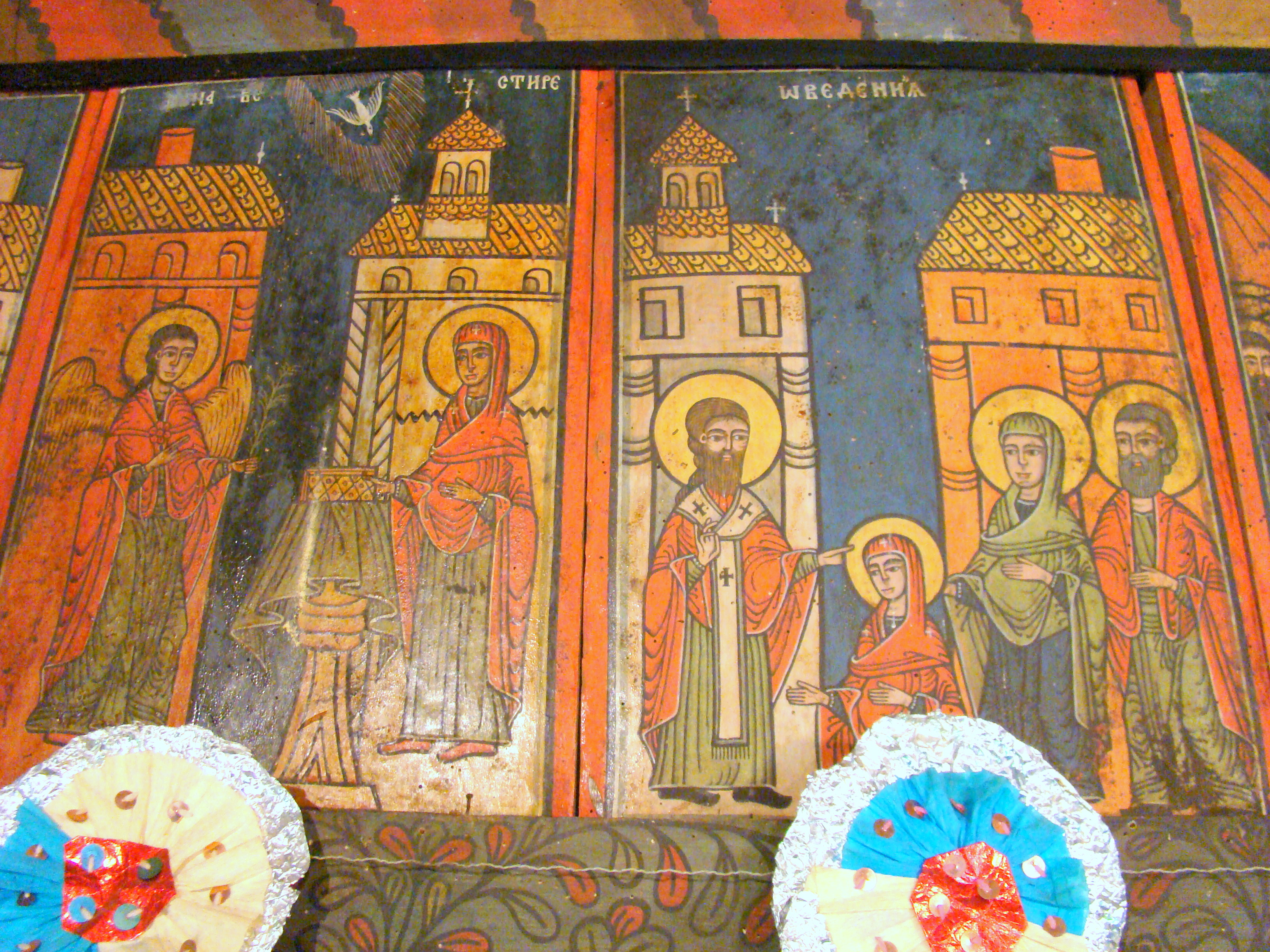
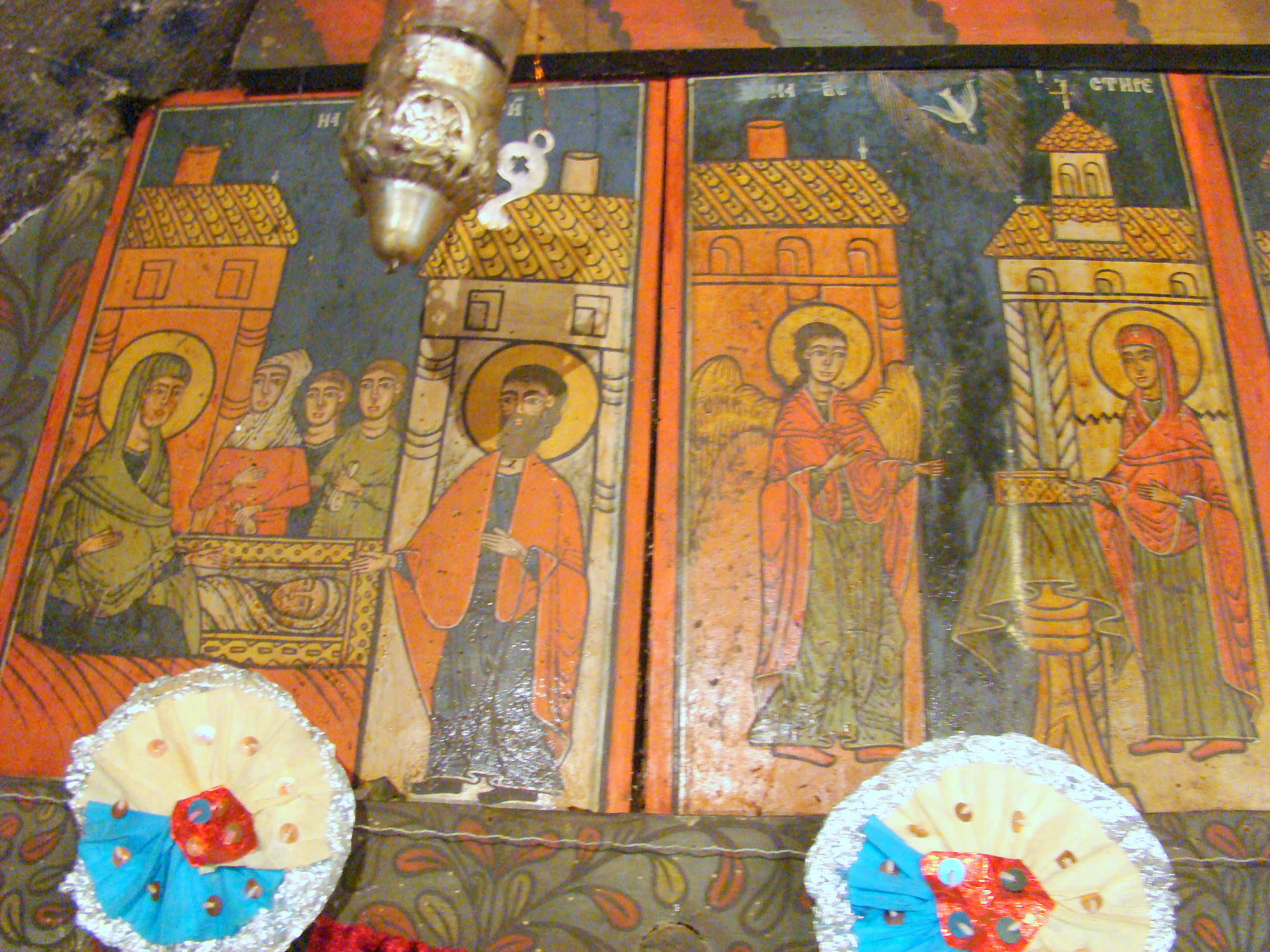
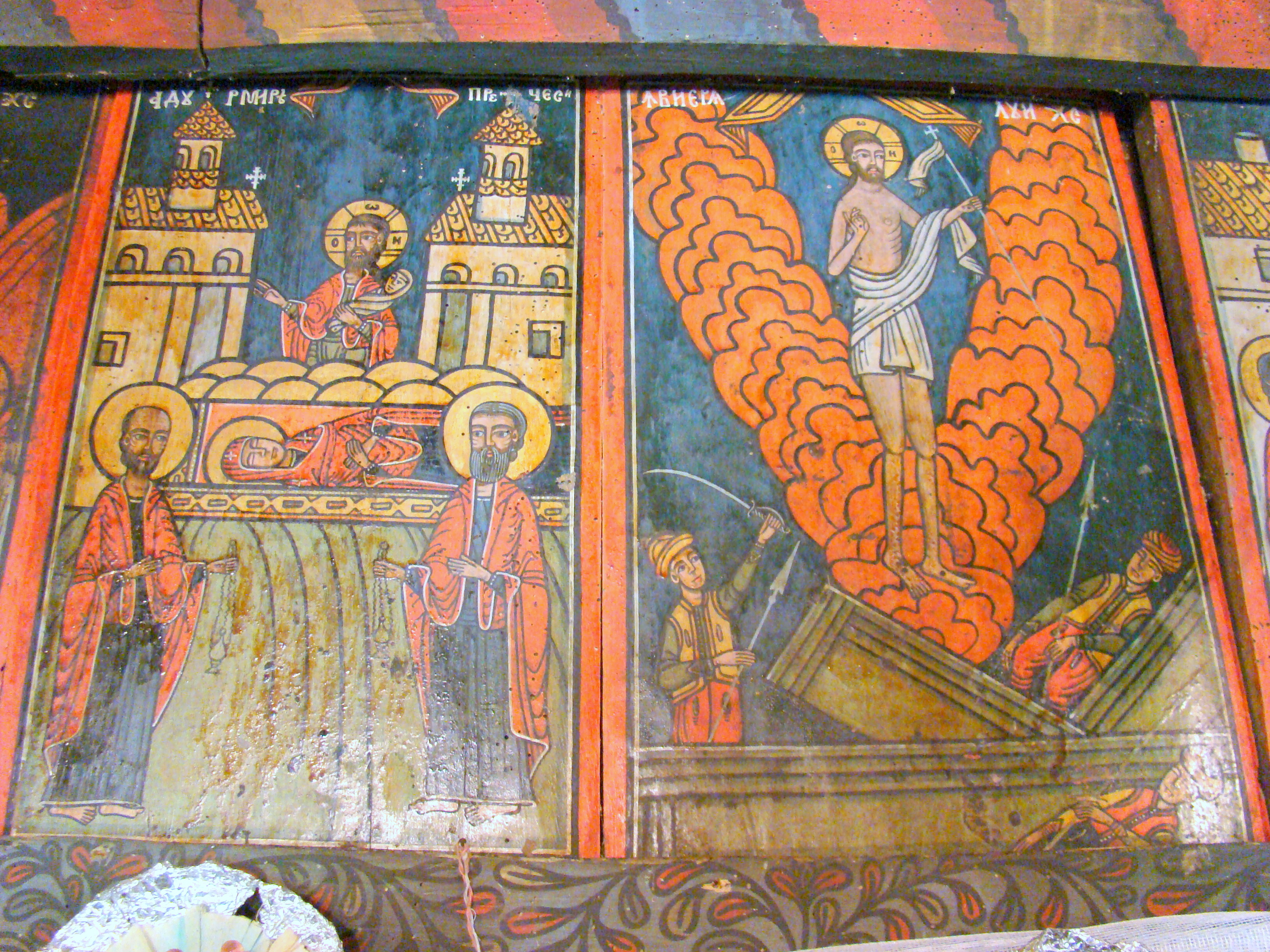
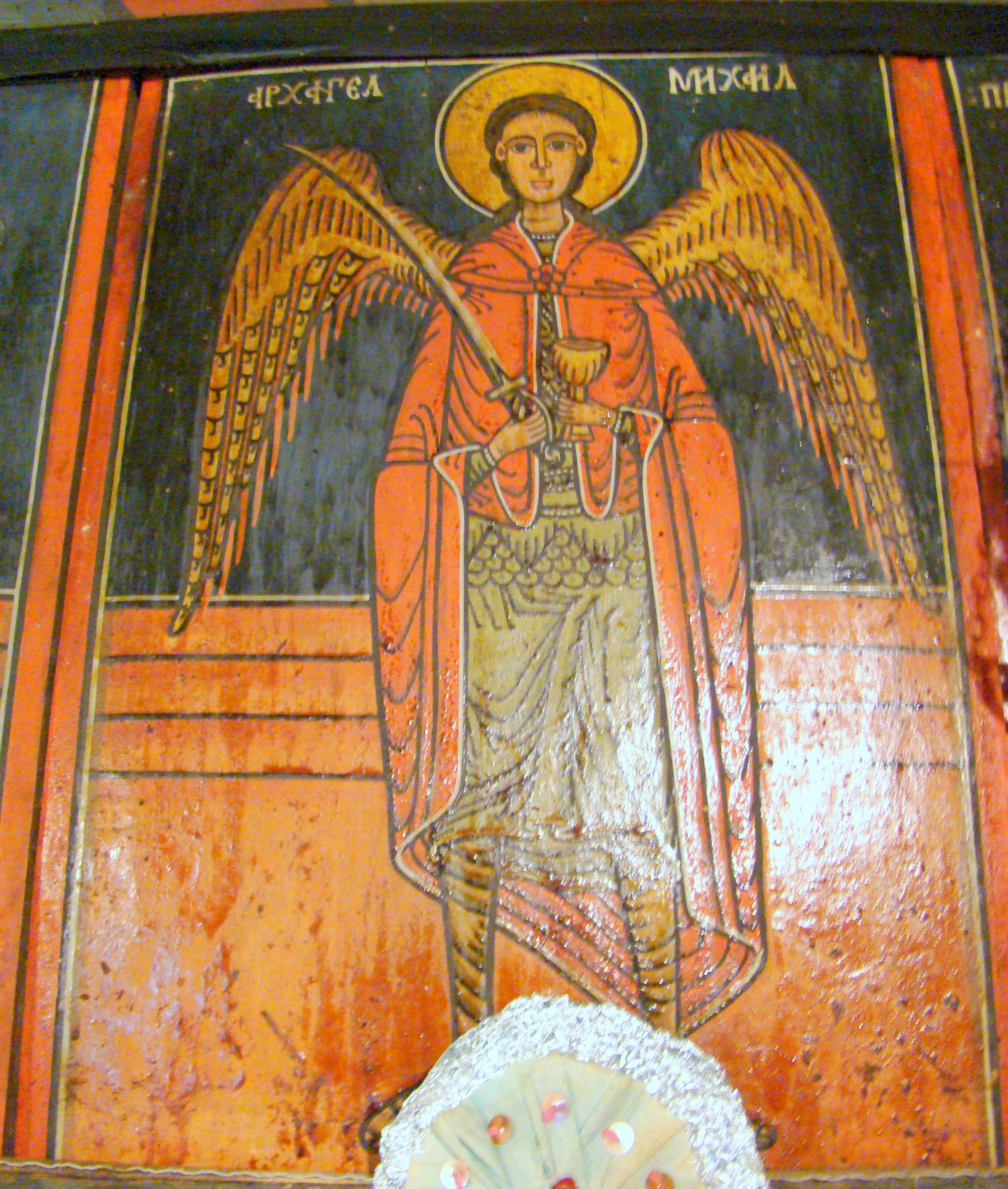
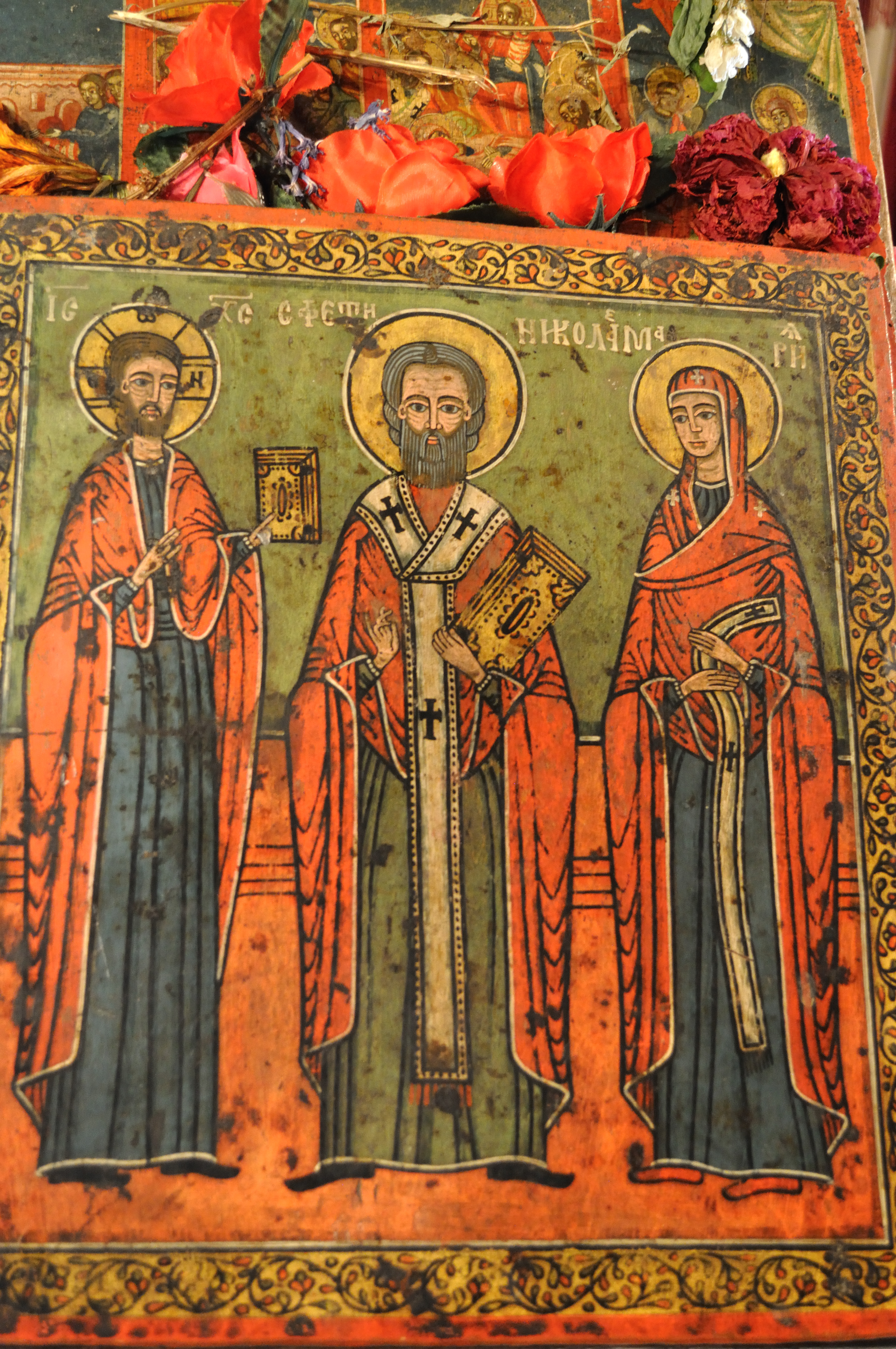
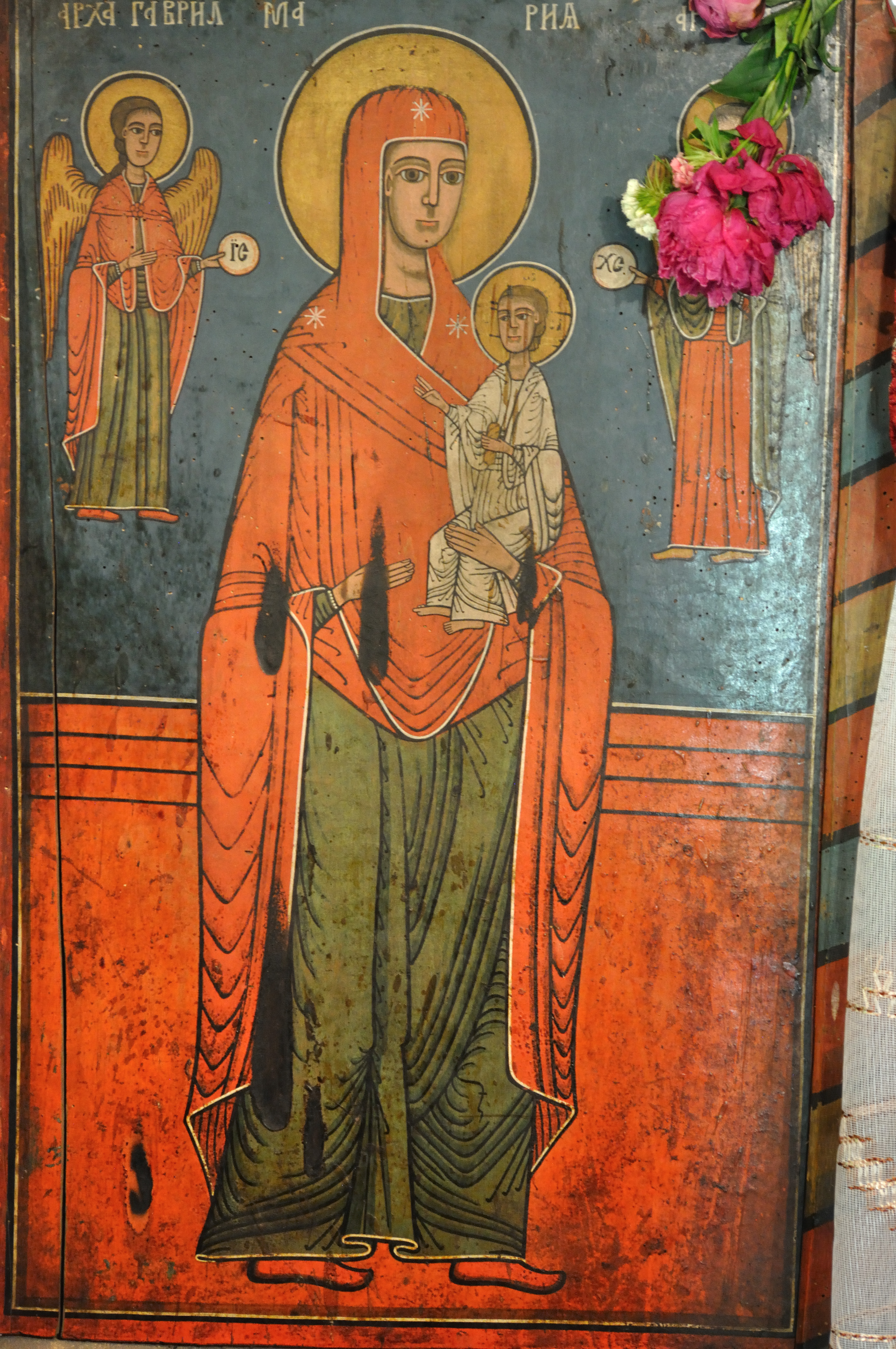
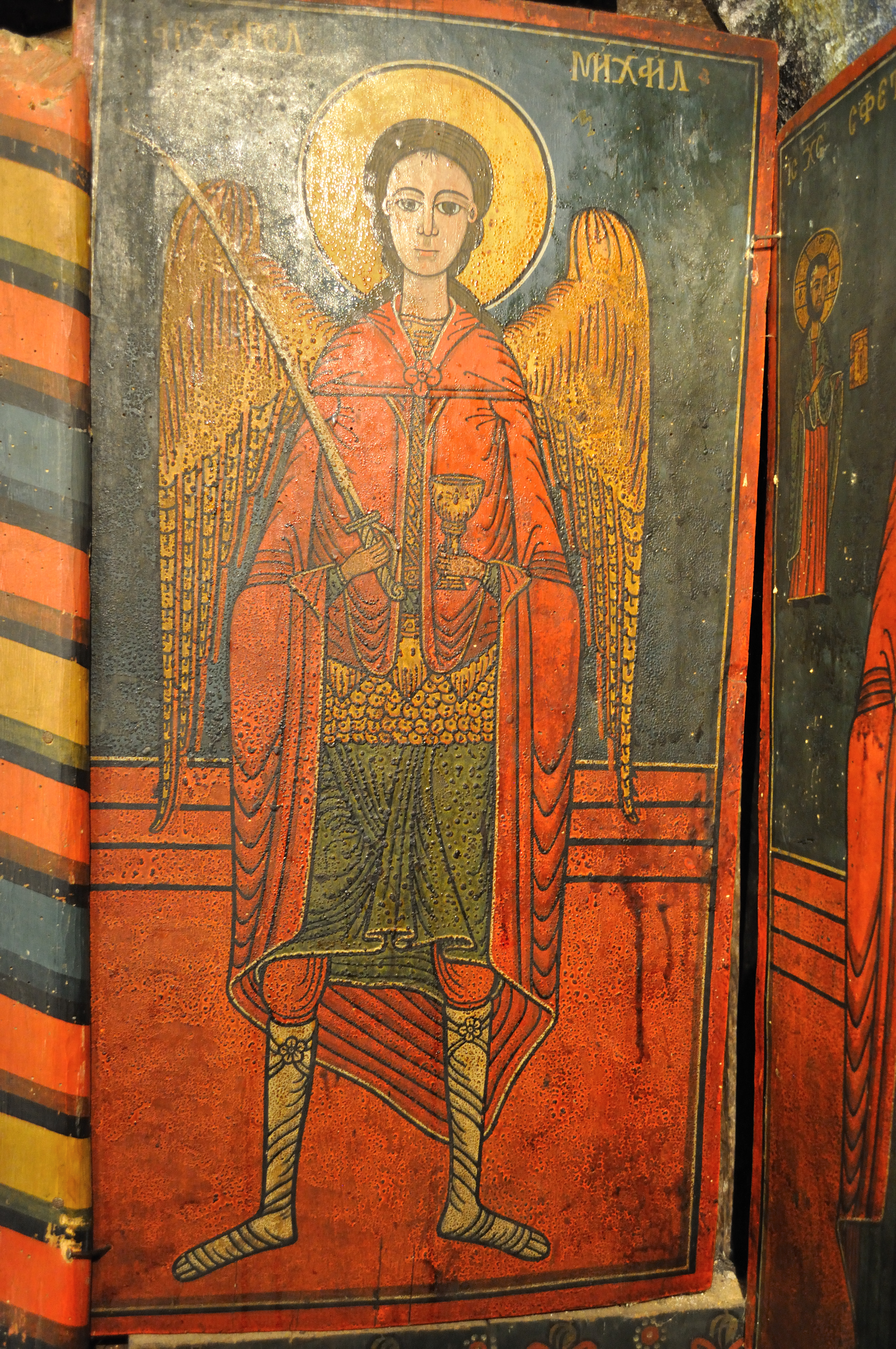
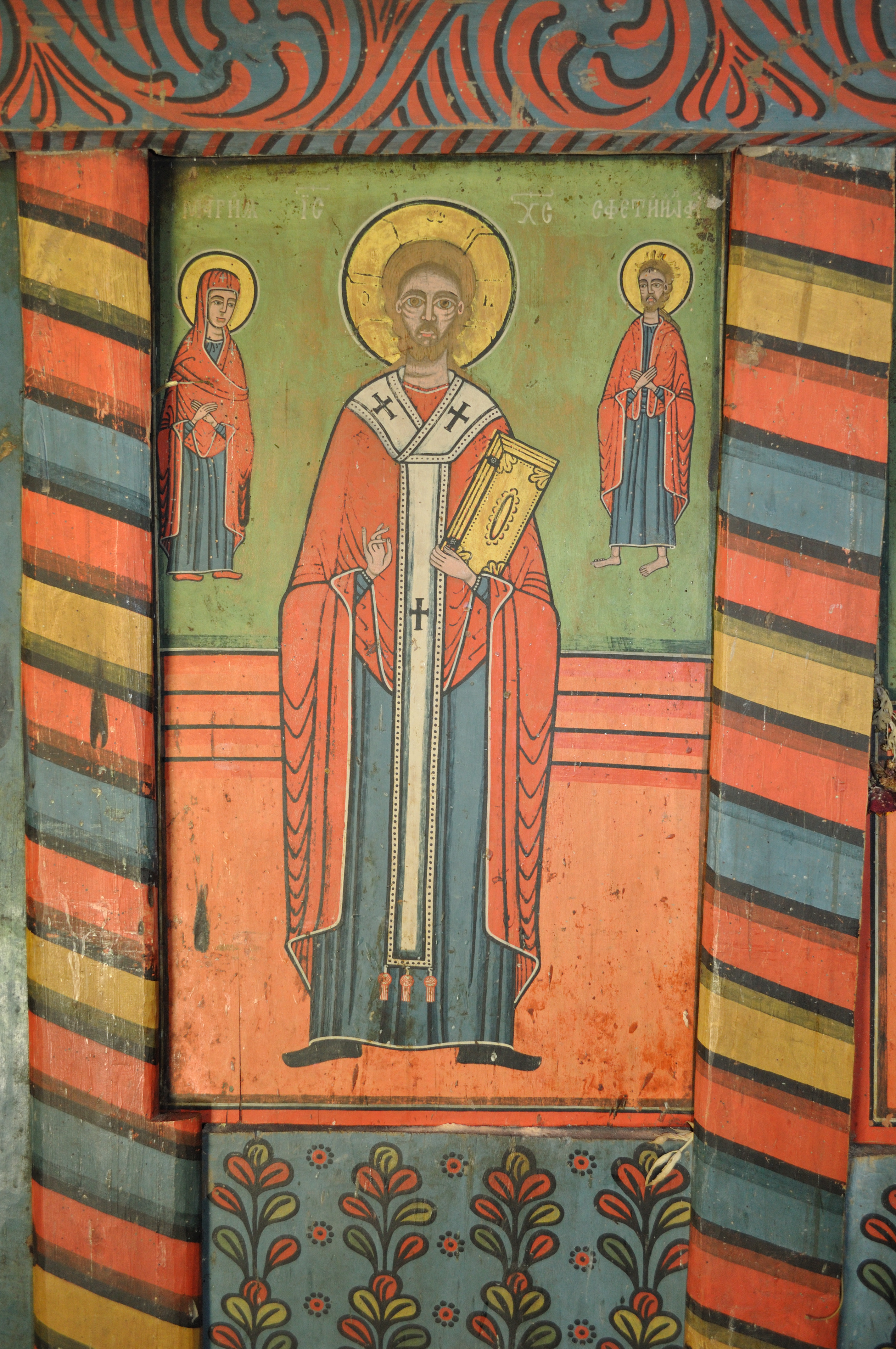
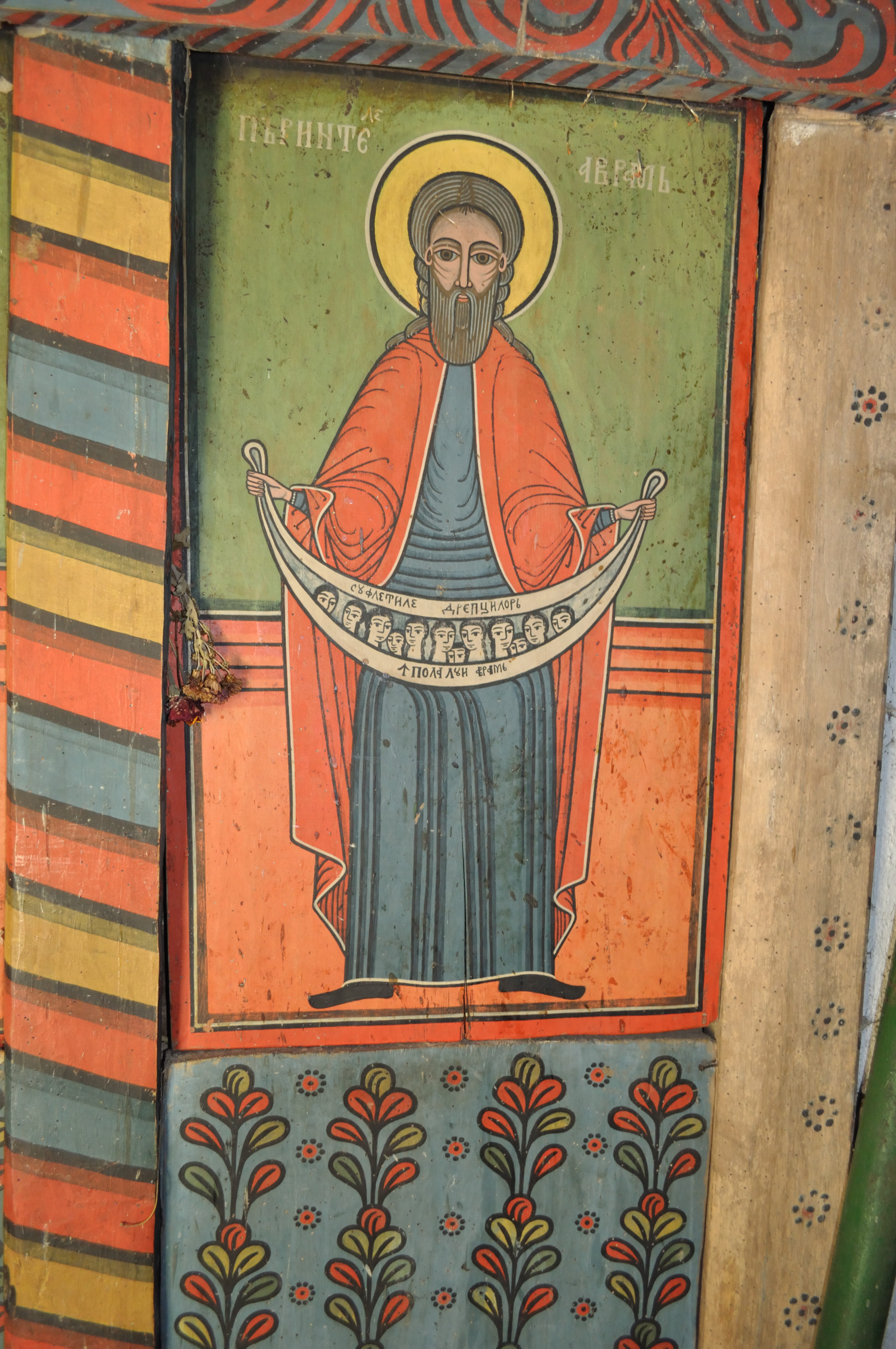
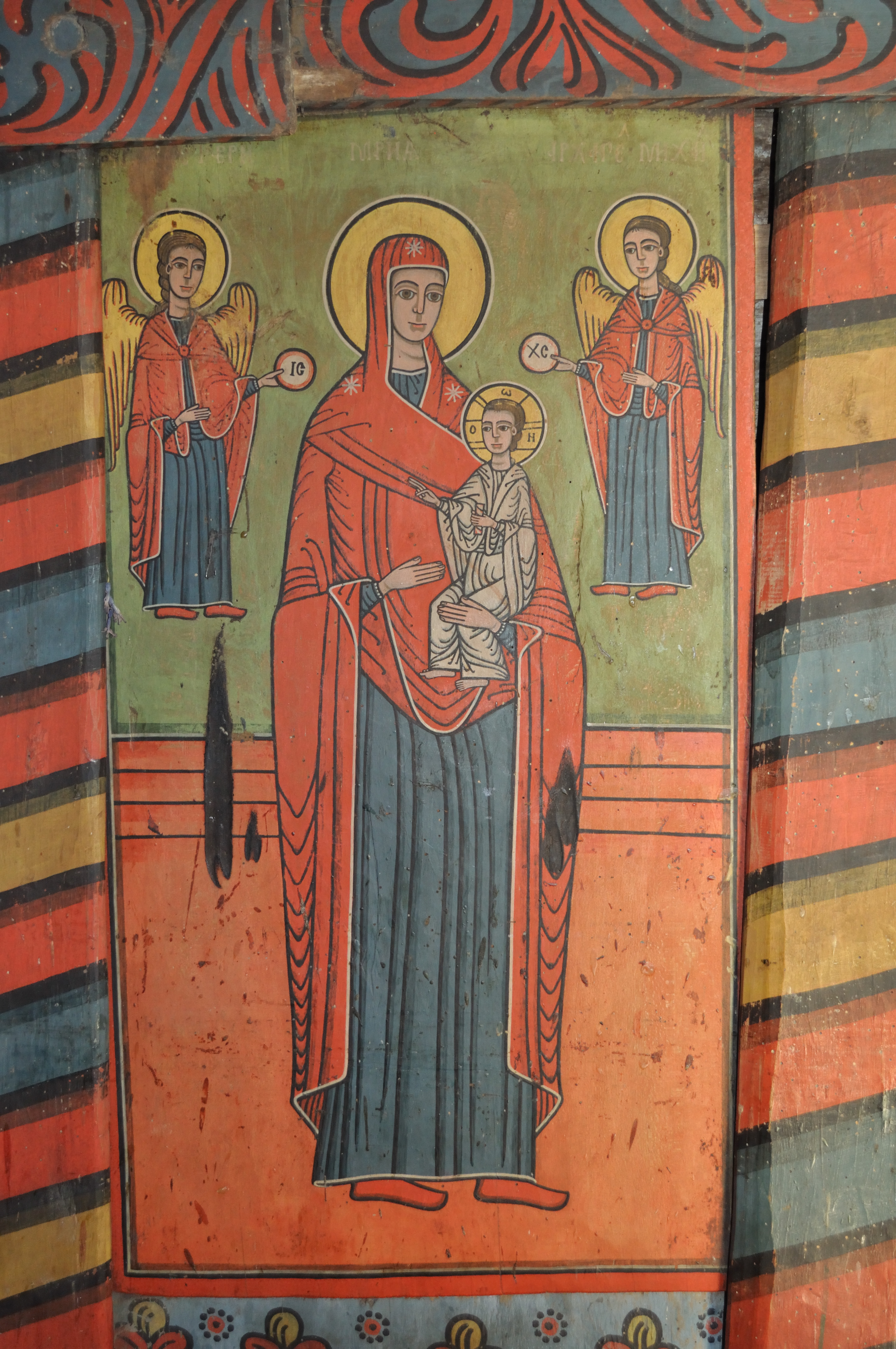
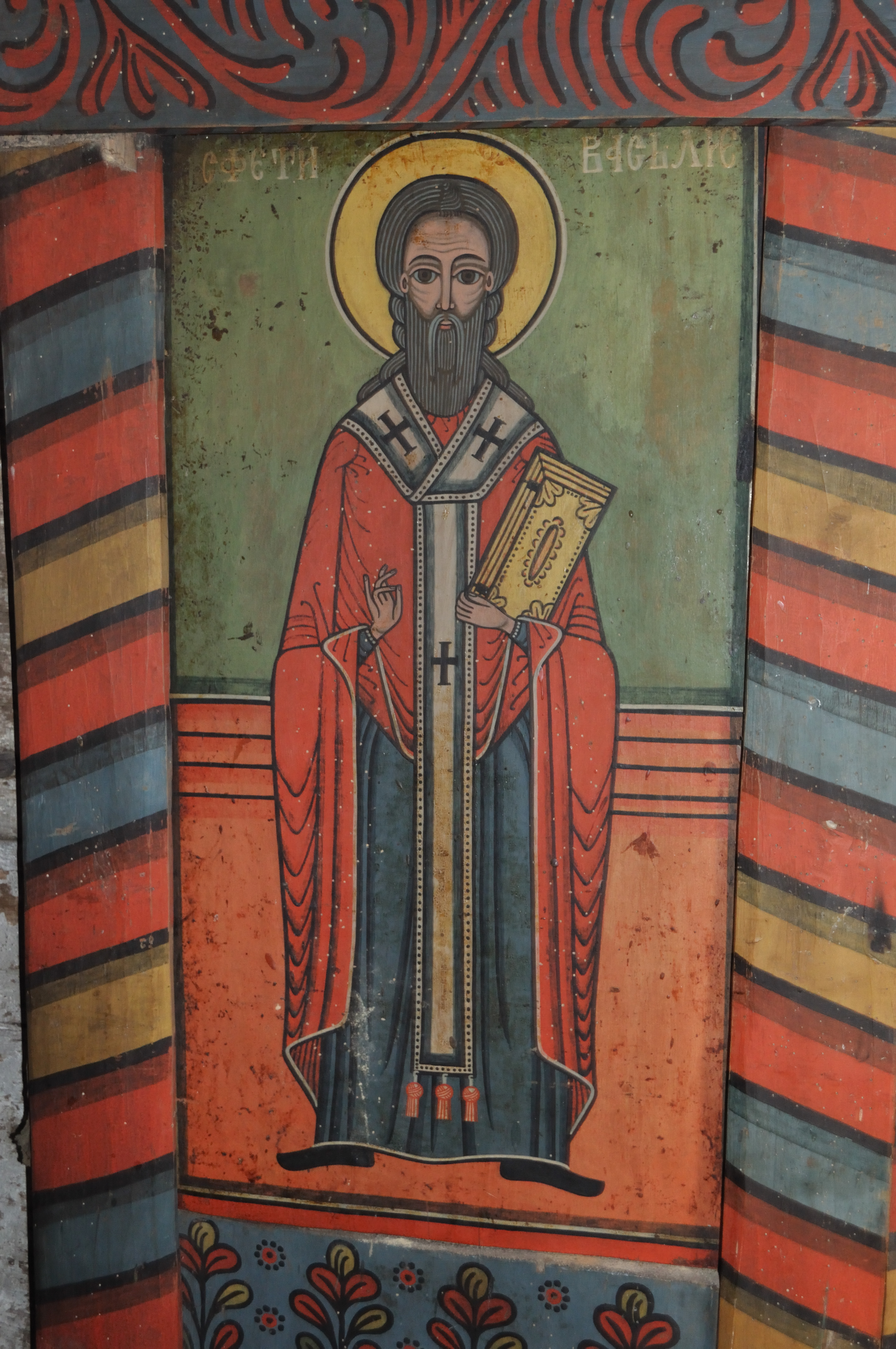